# Giovanni Trapattoni
Giovanni Trapattoni (Cusano Milanino, 17 marzo 1939) è un ex calciatore e allenatore di calcio italiano, di ruolo centrocampista.
Noto con il diminutivo di Trap, è generalmente considerato il tecnico più rappresentativo del calcio italiano del secondo dopoguerra: è infatti l'allenatore italiano più vittorioso a livello di club nonché uno dei più titolati al mondo, avendo conquistato campionati in Italia (un record di sette), Germania, Portogallo e Austria (uno a testa), per un totale di dieci trofei nazionali, facendone uno dei sei allenatori – assieme allo jugoslavo Tomislav Ivić, all'austriaco Ernst Happel, al portoghese José Mourinho, al belga Eric Gerets e al suo connazionale Carlo Ancelotti – capaci di vincere almeno un torneo nazionale di prima divisione in quattro paesi diversi; a questi si sommano sette titoli ufficiali a livello internazionale, che ne fanno il sesto allenatore al mondo e quarto in Europa per numero di trofei conquistati in tale categoria.
I suoi anni da calciatore trascorrono per la gran parte al Milan, dove rimane una colonna portante della squadra per quasi un quindicennio e, agli ordini di Nereo Rocco, vince due scudetti, una Coppa Italia, due Coppe dei Campioni, una Coppa delle Coppe e una Coppa intercontinentale; chiude poi la carriera agonistica nel Varese.
Diviene subito allenatore, emergendo precocemente e ottenendo la maggior parte dei successi sulla panchina della Juventus, squadra che guida ininterrottamente dal 1976 al 1986 – il ciclo più duraturo nella storia del calcio professionistico italiano – e nuovamente dal 1991 al 1994; riesce inoltre a inanellare sei campionati di Serie A e due Coppe Italia, diventando al contempo il primo allenatore nella storia ad aver vinto le tre principali competizioni per club organizzate dall'Unione delle Federazioni Calcistiche Europee (UEFA) con la stessa squadra e, in seguito, tutte le manifestazioni gestite dalla confederazione – un grande slam mai riuscito prima nel calcio europeo –, facendo assurgere la squadra bianconera tra le migliori nella storia della disciplina anche in virtù dell'innovativa zona mista.
È inoltre uno dei pochi sportivi ad aver vinto la Coppa dei Campioni, la Coppa delle Coppe e la Coppa Intercontinentale sia da giocatore che da allenatore; è infine tra i tecnici plurivittoriosi in Coppa UEFA con 3 affermazioni.
Commissario tecnico della nazionale italiana dal 2000 al 2004, successivamente ricopre il medesimo incarico per la nazionale irlandese dal 2008 al 2013, dapprima sfiorando la qualificazione al campionato del mondo 2010 al termine di una polemica sfida di spareggio contro la Francia, e riuscendo poi a qualificarla al campionato d'Europa 2012, traguardo raggiunto per la prima volta dai Boys in Green dal 1988.
Nel 2007 viene inserito dal quotidiano britannico The Times in una lista dei cinquanta migliori allenatori della storia del calcio e, sei anni più tardi, dall'emittente televisiva statunitense ESPN nella speciale classifica dei venti più grandi allenatori. Infine, viene introdotto nella Hall of Fame del calcio italiano nella categoria allenatore italiano nel 2012.

## Biografia

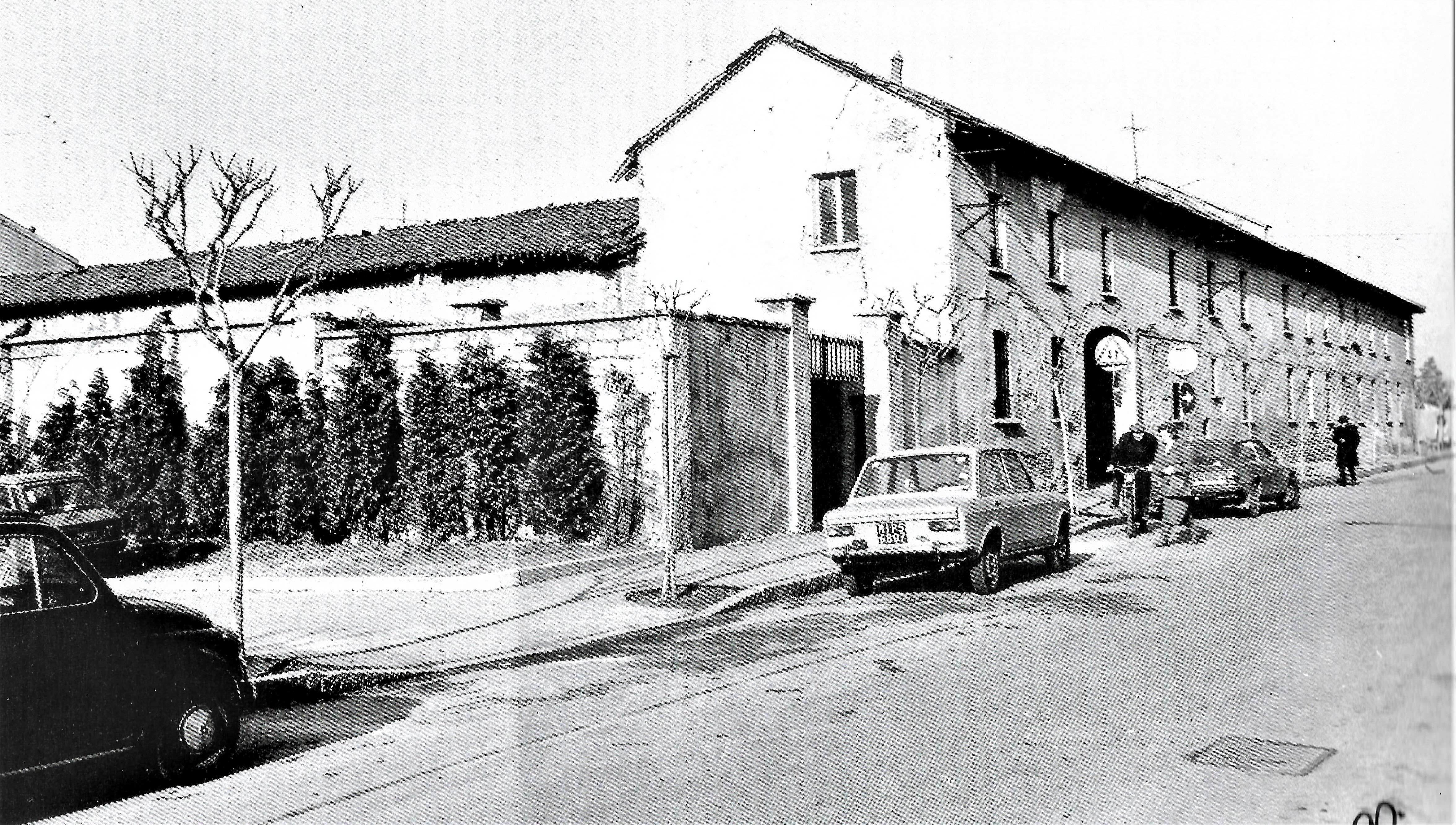
La parte della Cascina Guarnazzola ("La Bernasciola" in dialetto) in via XXIV Maggio, 5 a Cusano Milanino, dove nasce e cresce Trapattoni, qui nel 1981; viene demolita nel 1985.

È il quinto figlio di Francesco, operaio, emigrato nell'hinterland milanese da Barbata, piccolo paese della Bassa Bergamasca, e di Romilde Bassani, contadina. È cresciuto durante il secondo conflitto mondiale e nelle difficoltà dell'immediato dopoguerra; a Cusano Milanino la sua famiglia abita in una porzione della Cascina Guarnazzola (in dialetto chiamata anche "Bernasciola") insieme ad altre undici famiglie. Nel 1945 comincia a frequentare le scuole elementari a Milanino, lavorando come garzone nelle vacanze estive e, intanto, iniziando a giocare a calcio all'oratorio San Martino di Cusano.
Desideroso di costruirsi un futuro solido, in questi anni alterna gli allenamenti – prima alla polisportiva Frassati di Niguarda e poi alla rinnovata società dell'U.S. Cusano Milanino – con il lavoro da apprendista tipografo. Il presidente del Cusano Milanino, l'ingegnere Romano Augusti, cede al Milan alla fine della stagione 1955-1956 i suoi due migliori giocatori della squadra Juniores regionale, lo stesso Trapattoni e Gilberto Noletti.
Durante il torneo olimpico di Roma 1960 incontra Paola Miceli, che poi continua a frequentare grazie al servizio militare che gli dà la possibilità di trasferirsi proprio nella Capitale. La coppia convola a nozze nel 1964 a Grottaferrata e testimone dello sposo è l'ex ministro Alberto Folchi. La coppia ha due figli, Alberto e Alessandra.
Nel settembre 2015 è uscito il suo libro autobiografico Non dire gatto, scritto in collaborazione con Bruno Longhi. Nell'estate del 2018 è stato nominato presidente onorario del San Venanzo, formazione dilettantistica dell'eponimo comune umbro.

## Caratteristiche tecniche

### Giocatore

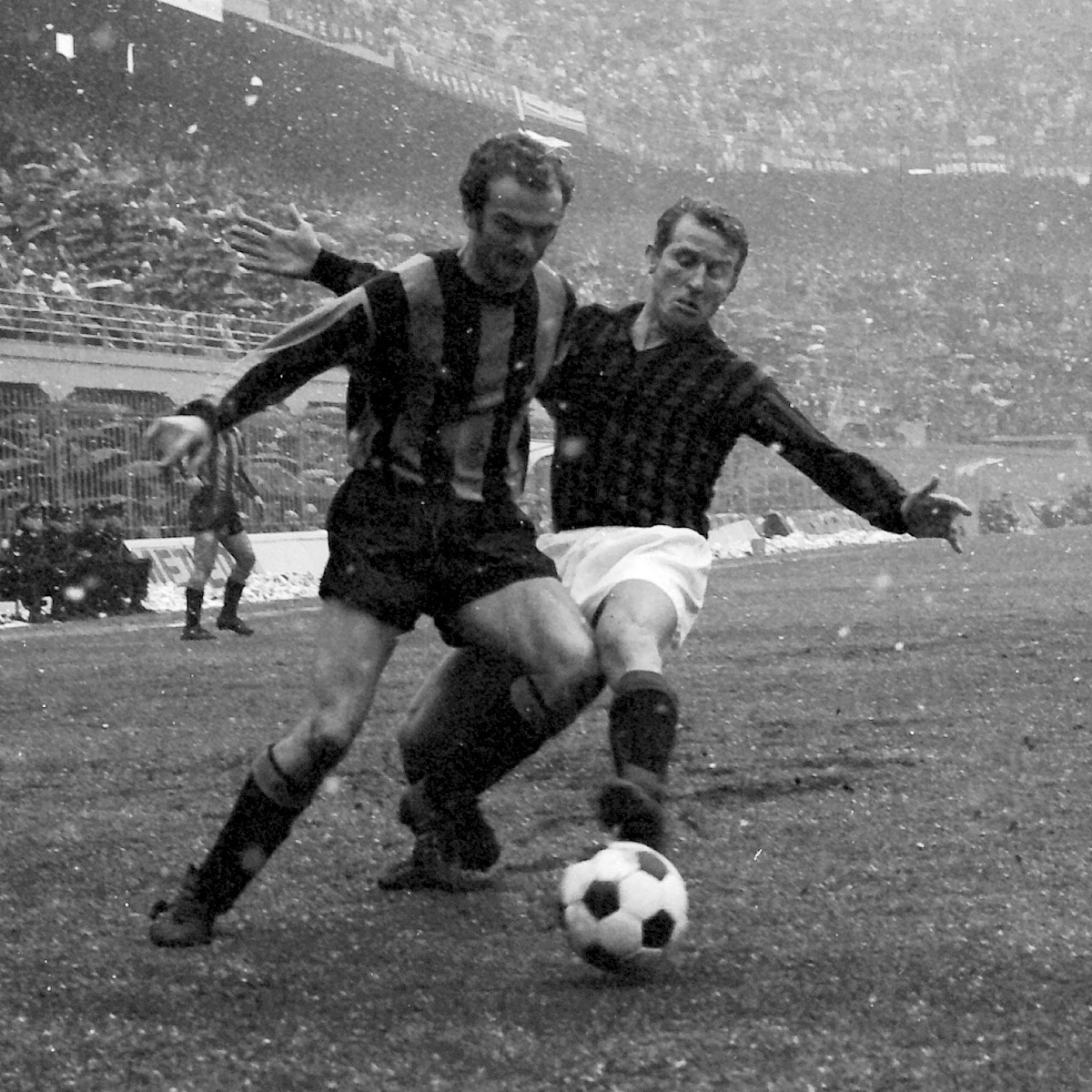
Trapattoni (a destra) al Milan nel 1970, in marcatura sull'interista Mazzola durante un derby di Milano.

Impiegato prettamente nel ruolo di centrocampista difensivo, Trapattoni ha giocato sia come mediano sia come difensore, all'occorrenza come terzino. Abile marcatore, da calciatore lo si ricorda per efficaci tenute a uomo su alcuni dei maggiori fuoriclasse dell'epoca: su tutte quella che annulla Eusébio durante la finale di Coppa dei Campioni 1962-1963 a Wembley, che vale al Milan – e al calcio italiano – la sua prima Coppa dei Campioni. È inoltre dotato di ottimo tempismo negli interventi difensivi, anche nel gioco aereo, nonché abile nel far ripartire la squadra in contropiede una volta recuperata palla.

### Allenatore
Una volta intrapresa la carriera di allenatore, diventa uno dei teorici e massimi interpreti della zona mista, schema tattico che coniuga al meglio le caratteristiche di due filosofie calcistiche agli antipodi, il catenaccio italiano e il calcio totale olandese. Con questo gioco "all'italiana" i difensori, durante la fase di copertura, preservano una stretta marcatura a uomo, mantenendo la presenza del libero a impostare l'azione, mentre nei reparti avanzati i giocatori sono disposti a zona, riuscendo così a muoversi e interscambiarsi: è così che le squadre allenate da Trapattoni tra gli anni 1970 e 1990 mostrano come fiore all'occhiello il proprio centrocampo, di difficile lettura da parte degli avversari, in cui viene esaltato il ruolo del regista, libero di spaziare dalla zona difensiva per impostare il gioco a quella offensiva per finalizzare l'azione; prova di ciò è l'elevato numero di gol messi a segno da fantasisti quali Michel Platini e Roberto Baggio, per quanto riguarda il primo e il secondo periodo del Trap alla Juventus, o da elementi box-to-box come Lothar Matthäus durante il quinquennio sulla panchina dell'Inter.

Trapattoni (a sinistra) allenatore della Juventus nel campionato 1976-1977, mentre saluta il collega Luigi Radice in occasione di un derby di Torino: i due tecnici, già compagni di squadra a Milano, sono i massimi fautori della zona mista.

Ispirato in primis da Nereo Rocco, il quale lo ha allenato in tre periodi diversi durante la sua quasi quindicennale esperienza milanista, in panchina Trapattoni si distingue inoltre sia per la sua conoscenza strategica superiore sia per la meticolosità nei dettagli, per l'abilità nella lettura delle partite e nell'utilizzo dei cambi nonché per le notevoli abilità motivazionali verso i suoi giocatori.
Memore dei suoi trascorsi da centrocampista, ha affermato come ciò lo abbia facilitato nel diventare un bravo allenatore, sostenendo che «giocando in mezzo capisci meglio le dinamiche di tutti i reparti».

## Carriera

### Giocatore

#### Club

##### Gli inizi, gli anni al Milan

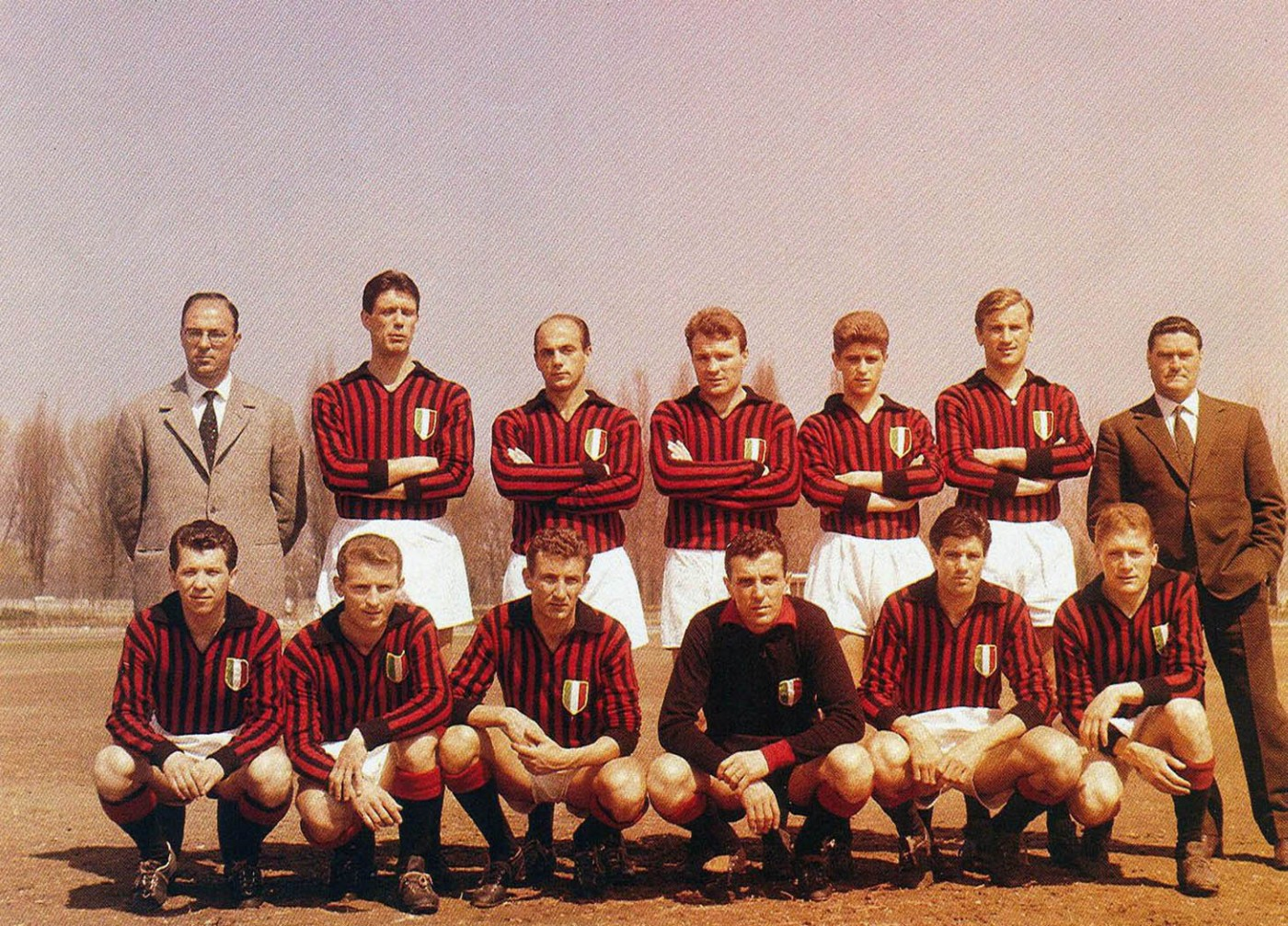
Trapattoni (accosciato, secondo da sinistra) nel Milan campione d'Italia 1961-1962

Muove i primi passi nel vivaio del Cusano Milanino, squadra del paese natale. Nel 1956, durante un incontro con i giovani del Milan, balza all'occhio del tecnico ed ex calciatore rossonero Mario Malatesta, il quale gli dà subito la possibilità di mettersi in luce con un provino, superato il quale, Giuanìn intraprende il suo primo viaggio all'estero per un torneo a Strasburgo, vestito di rossonero. La formazione di Malatesta, potendo contare su altri futuri campioni come Trebbi, Noletti e Salvadore, vince il Torneo di Viareggio nel 1959, per poi ripetersi nel 1960.
Con l'attività agonistica divenuta sempre più pressante, lascia il posto in tipografia al fratello Antonio. Aggregato dalle giovanili inizialmente per le sole gare di Coppa Italia, Trapattoni viene lanciato da Luigi Bonizzoni, debuttando in prima squadra il 29 giugno 1958, all'età di diciannove anni, in un Milan-Como finito 4-1. Qualche giorno più tardi muore il padre per infarto: Giovanni è intenzionato a smettere con il calcio per prendersi cura della madre, ma Malatesta gli assicura uno stipendio sufficiente a mantenere la famiglia. Per l'esordio in Serie A deve attendere il 24 gennaio 1960, in occasione della vittoria rossonera 3-0 sul campo della SPAL, in cui viene schierato come terzino destro. Il primo gol con la maglia del Diavolo arriva il 16 aprile 1961, durante il match vinto a San Siro contro la Roma per 2-1.

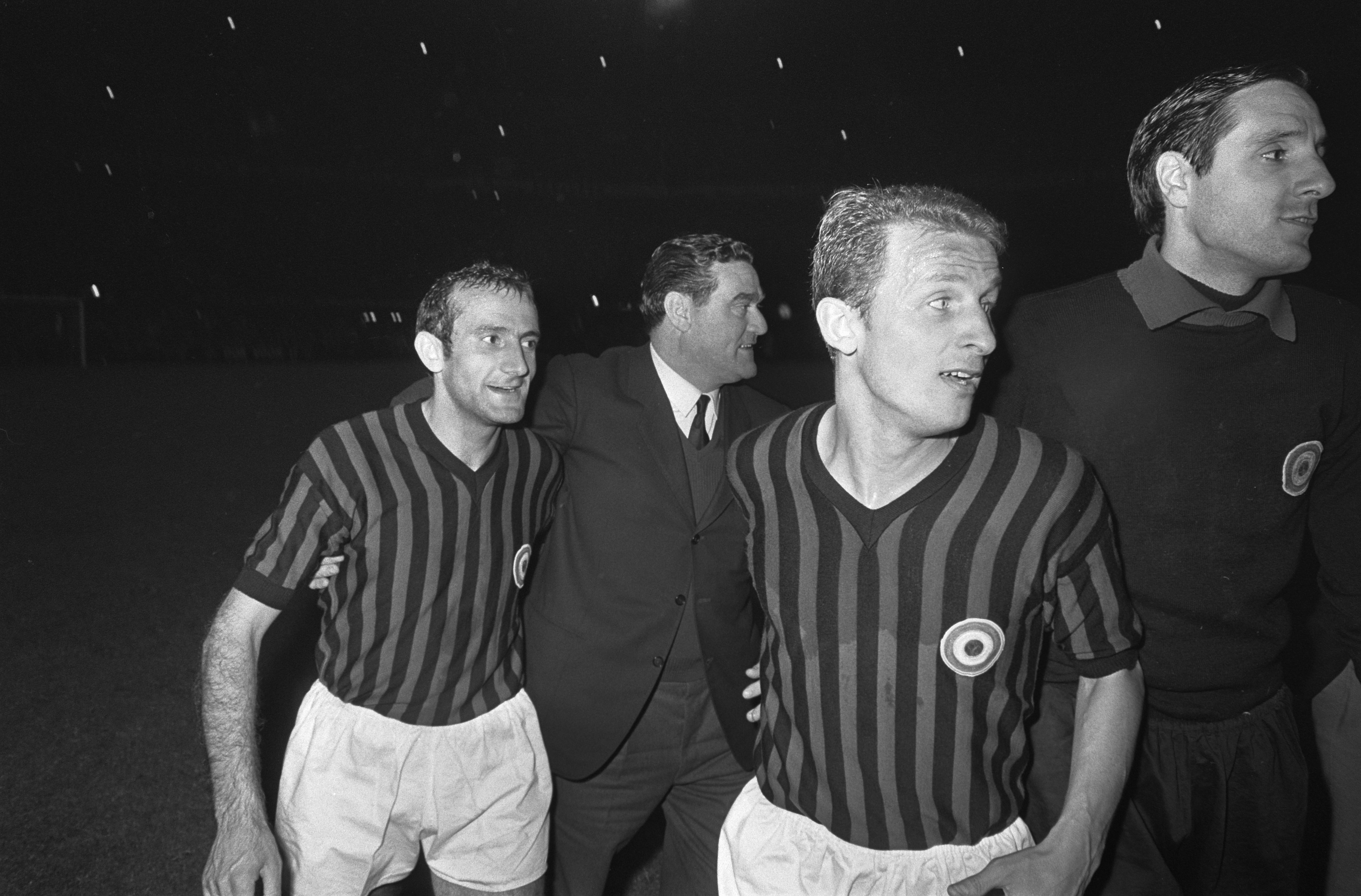
Trapattoni (in primo piano) festeggia con Lodetti, il tecnico Rocco e Cudicini la vittoria rossonera nella Coppa delle Coppe 1967-1968

Lo stesso anno ritrova come allenatore Nereo Rocco, con cui collabora già per il torneo olimpico di Roma 1960; il paròn lo fa diventare una colonna portante del suo Milan, con cui il tecnico e il centrocampista vincono in due periodi differenti due scudetti (1961-62, 1967-68), altrettante Coppe dei Campioni (1962-63, 1968-69), una Coppa delle Coppe (1967-68) e una Coppa intercontinentale (1969). A questi trofei si aggiunge, con Arturo Silvestri in panchina, la Coppa Italia 1966-67, a completamento di un palmarès che include tutti i maggiori trofei per club dell'epoca.
La sua avventura da giocatore milanista termina nel 1971, dopo avere collezionato 14 stagioni, 274 partite di campionato e 351 presenze totali che lo posizionano al diciassettesimo posto nella classifica all-time del club rossonero; segna in totale 6 gol, uno dei quali nella partita valida per l'andata della Coppa Intercontinentale 1963 contro il Santos, che si aggiudica però infine il trofeo.

##### Varese
Lasciati i rossoneri, nell'estate 1971 si accasa al Varese. Con i Bosini riesce a collezionare altre 10 presenze in Serie A, arrivando a 284 totali, e 3 presenze in Coppa Italia. Terminata la stagione 1971-1972, all'età di 33 anni, decide di appendere gli scarpini al chiodo.

#### Nazionale

Trapattoni (a sinistra) in nazionale, in marcatura su Pelé in Italia-Brasile (3-0) del 12 maggio 1963.

Prende parte con la nazionale ai Giochi di Roma 1960.
Con gli azzurri ha disputato 17 partite (l'ultima contro la Danimarca nel 1964) segnando un gol in amichevole contro l'Austria. Prende parte anche alla spedizione del campionato del mondo 1962 in Cile, indossando la maglia numero sei; molto atteso a questa competizione in cui è il mediano titolare, deve invece fare da spettatore a causa di un grave infortunio al legamento tibiale.
L'episodio più rappresentativo della sua carriera azzurra è probabilmente quello relativo a un'amichevole tra Italia e Brasile giocata allo stadio San Siro a Milano il 12 maggio 1963, occasione in cui Trapattoni riesce ad annullare il gioco di Pelé; il fuoriclasse brasiliano chiede il cambio al 26' e al suo posto entra Quarentinha, al quale Trapattoni si attacca con ancor più foga. L'Italia alla fine vince la partita 3-0 e Trapattoni si consacra ancora di più come difensore. In realtà, ritornando su questo fatto, Pelé nel 2000 afferma che a impedirgli di giocare bene è un forte mal di pancia e che quel giorno è sceso in campo solo per questioni di contratto. Lo stesso Trapattoni non ha mai voluto vantarsi di quell'episodio e anzi, prima ancora delle dichiarazioni di Pelé, afferma: «La verità di quel giorno è che lui è mezzo infortunato. Stanco. Io sono stato un buon calciatore, ma lasciamo stare Pelé. Quello è un marziano».

### Allenatore

#### Milan

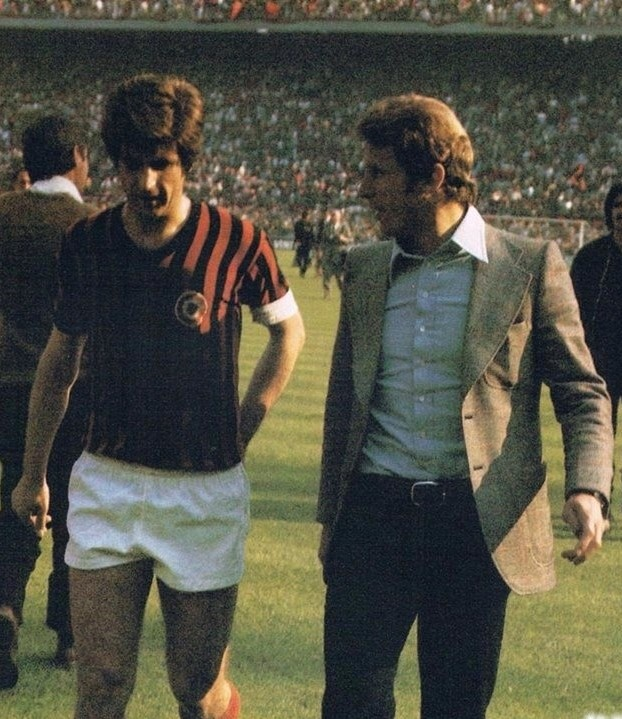
Trapattoni (a destra) nel 1974, alla sua prima esperienza sulla panchina del Milan, esce da San Siro con il capitano ed ex compagno di squadra rossonero Rivera.

La sua carriera di allenatore comincia immediatamente chiusa quella agonistica. Dopo aver conseguito il patentino da allenatore di Terza Categoria nel novembre 1971, pochi mesi prima di ritirarsi, nell'estate 1972 torna in seno al club di cui è bandiera da calciatore, il Milan, dividendosi tra le giovanili e lo staff della prima squadra, qui agli ordini del tandem formato da Nereo Rocco – già suo allenatore nel decennio precedente nonché tra i primi a intuirne le future potenzialità in panchina – e da Cesare Maldini. Per via di un'indisposizione che colpisce proprio Maldini, negli ultimi quattro turni di campionato Trapattoni comincia ad affiancare ufficiosamente Rocco in partita: stante un'ulteriore squalifica comminata al paròn, tocca al giovane assistente guidare la squadra da bordocampo il 20 maggio 1973, nella domenica della "fatal Verona", nella quale l'Hellas, battendo a sorpresa il Milan per 5-3, nega ai rossoneri un titolo che sembrava ormai già vinto.
Nella stagione seguente, molto tribolata per la panchina dei lombardi, inizialmente Trapattoni viene deputato a visionare all'estero gli avversari di coppa oltreché seguire i giovani del vivaio. Con le dimissioni prima di Rocco e poi di Maldini del quale è il secondo, l'8 aprile 1974, appena trentacinquenne e di ritorno da Mönchengladbach dove osserva la squadra locale, Trapattoni subentra ad interim alla guida del Milan, esordendo due giorni dopo in occasione della vittoriosa semifinale di Coppa delle Coppe proprio contro il Borussia M'gladbach (2-0); traghetta i rossoneri sino alla finale della competizione, persa contro il Magdeburgo. Nonostante la speranza di essere confermato in pianta stabile, il 21 maggio passa le redini al nuovo allenatore Gustavo Giagnoni, andando contestualmente a ricoprire il ruolo di vice dello stesso per la stagione 1974-1975.
Il 2 ottobre 1975 viene nuovamente richiamato alla guida del Milan, nel mezzo di un riassetto societario che vede la fuoriuscita di Giagnoni e il ritorno di Rocco come direttore tecnico: con Maldini frattanto impegnato al Foggia, per il resto della stagione 1975-1976 il paròn vuole proprio Trapattoni al suo fianco, in quella che l'allenatore cusanese considera la sua prima, vera esperienza da responsabile tecnico, portando la formazione meneghina a chiudere il campionato al terzo posto. Al termine della stagione, tuttavia, anche stavolta non viene riconfermato dalla dirigenza rossonera, che, desiderosa di abbracciare la filosofia zonista all'epoca in ascesa, gli preferisce un altro emergente, Giuseppe Marchioro. Il capitano rossonero Gianni Rivera gli chiede di rimanere comunque nello staff del club, ma Trapattoni rifiuta poiché ormai intenzionato a guidare una prima squadra.

#### Juventus: ilDecennio d'oro

##### Le vittorie autarchiche (1976-1980)

La prima Juventus targata Trapattoni (in piedi, primo da sinistra), artefice del double continentale nella stagione 1976-1977.

Non avendo fin qui conseguito risultati di rilievo, nell'immediato Trapattoni sembra destinato a maturare esperienza in piazze meno ambiziose. Nel maggio 1976, mentre è a un passo dal firmare con l'Atalanta, desta pertanto una certa sorpresa quando Giampiero Boniperti, «conquistato dalle sue idee chiare e dalla sua concretezza», gli offre la panchina della Juventus. Il tecnico resterà in Piemonte per le successive dieci stagioni, in un periodo calcistico della storia bianconera che prenderà il nome di Decennio d'oro data la quantità di titoli che arriveranno a Torino in questo lasso di tempo; questo ciclo diverrà il più duraturo nella storia del calcio professionistico italiano e proietterà la squadra juventina tra le migliori nella storia della disciplina anche in virtù di un innovativo schema tattico che ha nel Trap uno dei massimi fautori, la cosiddetta zona mista, che influirà peraltro nei successi della nazionale italiana condotta da Enzo Bearzot.
Il Trap porta con sé dal Milan il pupillo Benetti, con l'obiettivo di avere a disposizione un uomo di nerbo a centrocampo, mentre per alzare la qualità dell'attacco fa clamore l'acquisto del rivale interista Boninsegna; ma il colpo rivelazione è a posteriori quello del giovane terzino Cabrini, il quale inizia a farsi notare proprio durante la stagione 1976-1977, nel corso della quale lo stesso Giuanìn fa presto ricredere i numerosi scettici. Sotto la sua guida, il 22 maggio 1977 la Juventus vince un'entusiasmante corsa-scudetto con i concittadini del Torino, vendicando in qualche modo la cocente sconfitta patita la stagione precedente, regalandosi il diciassettesimo scudetto: toccando i 51 punti sui 60 disponibili, stabilisce un record tuttora in essere nei campionati italiani a 16 squadre, con 2 punti a vittoria. E' gloria anche in Europa poiché, quattro giorni prima, la sconfitta subita al San Mamès per 2-1 dall'Athletic Bilbao non impedisce alla Vecchia Signora, grazie alla regola dei gol in trasferta, di aggiudicarsi il primo titolo confederale della propria storia, la Coppa UEFA, avendo vinto per 1-0 a Torino l'andata del doppio confronto finale.

Trapattoni ripreso dalle telecamere Rai mentre esce dal Comunale di Torino a fine anni 1970.

Un anno più tardi la Juventus di Trapattoni bissa il titolo di campione d'Italia, battendo la concorrenza della rivelazione L.R. Vicenza di Paolo Rossi, mentre in ambito europeo sfiora la finale di Coppa dei Campioni, preclusa dalla sconfitta in semifinale contro il Club Bruges di Ernst Happel. Frattanto la squadra del Trap comincia ad assumere una propria fisionomia all'insegna dell'equilibrio: accanto a giocatori di esperienza come Zoff, Cuccureddu, Furino, Benetti, Boninsegna e Bettega, crescono promettenti elementi come Scirea, Tardelli, Gentile e Cabrini.
Il successivo biennio rappresenta una frenata nel ciclo trapattoniano in riva al Po. La stagione 1978-1979, con i nazionali juventini reduci dalle fatiche del mundial argentino, vede l'unico acuto della Coppa Italia, la sesta nella storia del club nonché la prima per il tecnico di Cusano Milanino, vinta battendo per 2-1 nei tempi supplementari i cadetti del Palermo, nella finale di Napoli del 20 giugno 1979. Peggiore in termini di palmarès si rivela l'annata 1979-1980, in cui a metà campionato la Juventus si ritrova addirittura impantanata in zona retrocessione; Trapattoni riesce a ribaltare la drastica situazione grazie a un ottimo girone di ritorno che vale un insperato secondo posto, alle spalle dell'Inter scudettata, ma l'esito avverso delle semifinali di Coppa Italia e Coppa delle Coppe, rispettivamente contro Torino e Arsenal, condannano l'allenatore a quella che sarà l'unica stagione del Decennio d'oro chiusa senza trofei.

##### Verso laseconda stella(1980-1982)

Trapattoni nel 1981, tra il presidente Boniperti (a sinistra) e il portiere Zoff (a destra), durante una puntata della Domenica Sportiva celebrativa del 19º scudetto juventino.

Dopo che nell'estate 1980 il calcio italiano riapre le frontiere ai giocatori stranieri, proprio dall'Arsenal che poche settimane prima elimina Madama in Coppa delle Coppe, Boniperti acquista la stella irlandese Liam Brady, a cui il Trap assegna subito la maglia numero dieci. L'esile fantasista dai buoni piedi ricambierà trascinando la squadra torinese sul tetto d'Italia con la vittoria del diciannovesimo scudetto.
L'annata 1981-1982 non sembra iniziare nei migliore dei modi per l'allenatore cusanese: nella sfida degli ottavi di finale della Coppa dei Campioni contro l'Anderlecht, oltre a una precoce eliminazione, uno scontro tra il portiere belga Munaron e Bettega sancisce la fine della stagione per quest'ultimo. Pur se privata del suo centravanti titolare, in campionato la squadra piemontese si conferma comunque protagonista di una serrata lotta al vertice con la Fiorentina, che termina con la conquista della seconda stella da cucire sul petto delle maglie bianconere. In un finale al cardiopalma, il ventesimo scudetto juventino arriva appena a un quarto d'ora dalla fine del torneo, quando, nella trasferta di Catanzaro, Brady batte con freddezza il rigore decisivo, nonostante lo stesso irlandese sappia che il suo destino l'anno seguente sarà lontano da Torino, poiché i due unici stranieri ammessi per regolamento sono i neoacquisti Michel Platini e Zbigniew Boniek.
Le ultime due partite di quel campionato vedono inoltre il rientro, dopo due anni di squalifica imposti per il calcioscommesse, dell'attaccante Paolo Rossi, il quale, con il francese e il polacco, andrà a formare un trio fondamentale per i successi del Trap nelle stagioni a seguire.

##### I successi dell'era Platini (1982-1986)

Trapattoni (a sinistra) alla Juventus nel precampionato 1982-1983, a colloquio con il neoacquisto e suo numéro dix Platini.

La rinnovata Juventus di Trapattoni parte come la favorita per la vittoria finale del campionato 1982-1983, potendo contare su un reparto d'attacco composto da Rossi, Bettega, Platini e Boniek. Contro ogni aspettativa, però, la Signora parte male, causa un Platini incappato in vari problemi fisici; ne approfitta la Roma di Liedholm e Falcão, che vince lo scudetto battendo la concorrenza torinese. Il Trap cerca di prendersi una rivincita in Coppa dei Campioni, avendo conquistato la finale di Atene, ma il 25 maggio 1983 è ancora Happel, nel frattempo passato sulla panchina dell'Amburgo, ad avere la meglio: la cocente sconfitta lo porta a meditare circa un possibile abbandono della panchina bianconera, ma successivamente Boniperti riesce a farlo desistere dall'intento rinnovandogli pubblicamente la fiducia. Reagisce alla disfatta portando il proprio gruppo al successo in Coppa Italia, la sua seconda personale nonché la settima nella storia del club, ribaltando la sconfitta per 0-2 subita sul campo del Verona con un secco 3-0 nella gara di ritorno al Comunale. A fine stagione l'allenatore e l'intera società devono affrontare il ritiro del portiere Dino Zoff, bandiera della Juventus e della nazionale, il quale appende gli scarpini al chiodo all'età di 41 anni dopo una carriera esemplare e plurivittoriosa.

Trapattoni tiene tra le mani la prima Coppa dei Campioni della storia juventina, al ritorno a Torino dopo la tragica finale dell'Heysel: nei volti del tecnico e dei giocatori, l'amarezza per la tragedia che ha anticipato la partita, nella quale hanno perso la vita 39 persone.

Nella stagione 1983-1984 Trapattoni si vede sostituito degnamente l'ex numero uno con il giovane Stefano Tacconi, ma soprattutto si accende Le Roi Platini, il quale, finalmente libero dai problemi fisici, al suo secondo campionato italiano comincia a illuminare con la sua classe il gioco della squadra e, di riflesso, tutto il torneo. Gli schemi del tecnico, che mettono in luce il ruolo del regista, portano Platoche a vincere la classifica marcatori con 20 reti, fondamentali per la conquista del ventunesimo scudetto juventino; è il quinto campionato per il Trap, un successo che ne fa il primatista nella massima serie nazionale. Nella stessa annata, Trapattoni riesce a conquistare anche la Coppa delle Coppe, battendo per 2-1 il Porto nella finale di Basilea giocatasi il 16 maggio 1984.
I differenti problemi che il coach deve affrontare durante la stagione 1984-1985, tra cui spiccano la stanchezza post-europeo di Platini e i diversi infortuni dello stopper titolare Brio, fanno sì che la Juventus abdichi anticipatamente nella difesa del titolo nazionale, aggiudicato a sorpresa all'outsider Verona di Osvaldo Bagnoli. Con lo scudetto presto svanito, il Trap punta tutto sull'Europa: il 16 gennaio 1985 conquista la prima Supercoppa UEFA nella storia bianconera, battendo il Liverpool 2-0 nella gara secca di Torino e, regolando 1-0 gli stessi Reds nella finale del successivo 29 maggio all'Heysel di Bruxelles, porta la squadra bianconera ad aggiudicarsi la sua prima Coppa dei Campioni, un trionfo tuttavia oscurato dai gravi incidenti prepartita ad opera degli hooligan inglesi che sfociano nella morte di 39 spettatori, per la maggior parte italiani.

Trapattoni (a sinistra) nel campionato 1985-1986, quello conclusivo del Decennio d'oro juventino, mentre discute con Cabrini, assurto sotto la sua gestione tra i migliori terzini dell'epoca.

Nell'ultima stagione del Decennio d'oro, Trapattoni porta a Torino anche la Coppa Intercontinentale, vinta l'8 dicembre 1985 a Tokyo contro l'Argentinos Juniors (2-2 dopo i supplementari e 6-4 ai rigori), diventando il primo e tuttora unico allenatore capace di conquistare tutte le maggiori competizioni confederali per club. Contrariamente alla stagione passata, il Trap si concentra molto più sulla conquista del titolo nazionale, partendo a spron battuto in campionato, tanto da stabilire un record di otto vittorie iniziali e il primato di 26 punti totalizzati a metà campionato; il forte ritorno della Roma nella tornata conclusiva incontra la strenua resistenza degli uomini di Trapattoni, dando vita a un finale thrilling che vede la Juventus conquistare il suo ventiduesimo scudetto, il sesto personale per il tecnico nonché l'ultimo del suo primo ciclo bianconero, chiuso con 13 trofei in 10 stagioni.

#### Inter

##### Le difficoltà (1986-1988)
Già sul finire della stagione 1985-1986, l'allenatore annuncia l'imminente separazione dalla Juventus; il patron bianconero Gianni Agnelli lo vorrebbe in dirigenza, a ripercorrere le orme di Boniperti, ma di diverso avviso è Trapattoni, il quale vuole proseguire la carriera in panchina. Ad approfittare della situazione è il presidente dell'Inter, Ernesto Pellegrini, il quale brucia sul tempo il collega milanista Silvio Berlusconi e si assicura la firma del Trap a partire dal campionato seguente: diviene così il secondo tecnico, dopo József Viola, a essersi seduto sulle panchine di tutte e tre le grandi del calcio italiano – come accadrà ancora, nei decenni seguenti, al solo Alberto Zaccheroni.
La stagione 1986-1987, la prima sulla panchina nerazzurra, è segnata dall'infortunio di Rummenigge che preclude reali possibilità di scudetto; i milanesi chiudono al terzo posto in classifica, non riuscendo a tenere testa al Napoli di Maradona, laureatosi campione d'Italia. Quasi identica è la sorte in Coppa UEFA, con l'eliminazione ai quarti di finale per mano dell'IFK Göteborg che andrà poi ad aggiudicarsi la vittoria del torneo.

Trapattoni (a sinistra) guida un allenamento dell'Inter nel precampionato 1986-1987.

La sua seconda stagione a Milano si rivela addirittura peggiore, con uno scialbo quinto posto in campionato e una precoce eliminazione dalla Coppa UEFA contro i futuri finalisti dell'Espanyol. I deludenti risultati ottenuti fin qui portano i tifosi a rumoreggiare, e anche Pellegrini comincia a manifestare i propri dubbi nei confronti dell'allenatore. Nonostante Trapattoni abbia a disposizione giocatori di caratura in ogni ruolo – come Zenga tra i pali, Bergomi e Ferri in difesa, Passarella e Mandorlini in mezzo al campo e Altobelli, Scifo e Serena nel reparto avanzato –, il gioco è risultato fino a quel momento poco e male assortito; alla fine il presidente nerazzurro decide di confermare il tecnico alla guida della squadra e, allo stesso tempo, di rimediare alla situazione investendo pesantemente sul mercato.

##### Loscudetto dei record(1988-1989)
Il calciomercato dell'estate 1988 per rilanciare l'Inter è di primo livello. I rinforzi principali per Trapattoni sono il terzino Brehme e il centrocampista Matthäus, seguiti da nomi come Berti, Díaz e Bianchi; l'allenatore si muove in prima persona per Matthäus e Berti, viaggiando fino a Monaco di Baviera e Salsomaggiore Terme, rispettivamente, per ottenere le loro firme. Con questi elementi, la formazione che il Trap va a disegnare per la stagione 1988-1989 palesa una solidità impressionante. Nonostante ciò, il precampionato non è promettente, con l'Inter eliminata dalla Coppa Italia già nel secondo turno di settembre, e per tale motivo Trapattoni, vista anche la freddezza che avverte da parte della dirigenza, pensa di lasciare la panchina nerazzurra, ma i senatori Zenga, Bergomi, Ferri, Mandorlini e Baresi lo convincono a restare. In campionato, dopo avere presto estromesso dalla lotta per il titolo i concittadini del Milan, l'unica squadra in grado di sostenere il ritmo interista pare, di nuovo, il Napoli; una resistenza tuttavia fiaccata nella tornata conclusiva grazie a un successo dietro l'altro inanellato dalla formazione meneghina, culminato nel 2-1 inflitto nello scontro diretto di San Siro del 28 maggio 1989, che regala matematicamente ai padroni di casa il tredicesimo scudetto della loro storia, a nove anni dal precedente, e a Trapattoni il settimo della sua carriera.

Trapattoni viene portato in trionfo dai suoi giocatori dopo la vittoria dello scudetto dei record con l'Inter nella stagione 1988-1989: è il settimo e ultimo tricolore per il tecnico cusanese, tuttora il più vincente nella storia del campionato italiano.

La squadra costruita dal tecnico in questa stagione passa agli annali come l'Inter dei record poiché capace di battere un primato dopo l'altro, assicurandosi un campionato a senso unico con cinque giornate di anticipo e, soprattutto, ottenendo 58 dei 68 punti disponibili, un record rimasto imbattuto nell'epoca dei due punti a vittoria. Il ritorno dello scudetto sul petto pare prospettare l'inizio di un ciclo vincente per i nerazzurri; sarà così solo in parte, ma è comunque un periodo che, tra le altre cose, vede la definitiva affermazione ad alti livelli di Matthäus sotto le direttive del Trap.

##### I trionfi nelle coppe (1989-1991)
La stagione 1989-1990, nonostante l'arrivo di Klinsmann – il quale va a formare, con i connazionali Matthäus e Brehme, un trio tedesco che vuole rispondere al più celebre trio olandese Gullit-Rijkaard-Van Basten dei concittadini milanisti –, deraglia presto per via della clamorosa eliminazione dalla Coppa dei Campioni avvenuta per mano del meno quotato Malmö FF. Proprio la débâcle europea contro gli svedesi si rivelerà un pesante fardello per il morale degli uomini di Trapattoni, i quali, nelle settimane seguenti, finiscono per abdicare anticipatamente anche nella difesa del campionato. La formazione nerazzurra ha però un moto d'orgoglio il 29 novembre 1989, nella gara valida per la seconda edizione della Supercoppa italiana, imponendosi per 2-0 sulla Sampdoria e consegnando al tecnico cusanese l'unico trofeo italiano che ancora manca nella sua bacheca.

Uno scambio di vedute fra Trapattoni (a sinistra) e Matthäus, punto fermo nei suoi successi interisti, qui durante l'annata 1989-1990.

Il campionato del mondo 1990 restituisce al tecnico giocatori in condizioni dubbie per diversi motivi: gli italiani sono frustrati per il deludente terzo posto conquistato da favoriti e ospitanti, mentre i tedeschi tornano euforici per il trionfo. Nonostante ciò l'ultima stagione per Trapattoni da allenatore interista si rivela avvincente e combattuta su tutti i fronti. In campionato va in scena un acceso dualismo con la Sampdoria di Vujadin Boškov, trascinata dalle reti dei gemelli del gol Mancini-Vialli: pur perdendo 3-1 lo scontro diretto nel mese di dicembre a Marassi, la formazione di Giuanìn fa suo il simbolico titolo d'inverno, ma nel rush finale sono i genovesi a mostrare una verve migliore, riacciuffando i meneghini e spezzando di fatto i loro sogni tricolori nel decisivo big match del maggio 1991, con un 2-0 a domicilio che non sarà solo il preludio allo scudetto doriano, ma anche la causa della rottura dello storico gemellaggio tra le tifoserie, oggi rivali.
L'Inter del Trap trova riscatto in Coppa UEFA dove, al culmine di un esaltante cammino – in cui spicca su tutti il doppio confronto ai sedicesimi di finale con l'Aston Villa dove, dopo essere usciti sconfitti dal Villa Park per 2-0, i nerazzurri sono capaci di ribaltare le sorti della qualificazione grazie a uno spettacolare 3-0 nel retour match di Milano –, approda in finale dove ad attenderli c'è, in una sfida tutta italiana, la Roma: il 2-0 della gara di andata a San Siro è sufficiente ai nerazzurri per uscire indenni dalla sfida di ritorno all'Olimpico di Roma, dove una sconfitta per 1-0 non impedisce ai meneghini di mettere in bacheca la prima Coppa UEFA della loro storia. È la seconda affermazione personale per Trapattoni nella manifestazione (dopo quella risalente a quattordici anni prima sulla panchina della Juventus), riportando al contempo la Milano nerazzurra a trionfare in Europa dopo ventisei anni. Con questo vittorioso epilogo, il tecnico lascia la panchina interista al termine della stagione.

#### Ritorno alla Juventus

Trapattoni (a sinistra), di ritorno alla Juventus nella stagione 1991-1992, accoglie il neoacquisto Conte, il quale una volta intrapresa la carriera da allenatore sarà tra i maggiori debitori nei confronti del tecnico cusanese.

Nella stagione 1991-1992, a cinque anni dal suo primo ciclo sotto la Mole, Trapattoni viene richiamato alla guida della Juventus, con il compito di risollevare l'ambiente dopo la fallimentare annata di Luigi Maifredi. Il tecnico riesce subito a dare una scossa alla squadra, raggiungendo il secondo posto in campionato, dietro al Milan imbattuto di Fabio Capello, e la finale di Coppa Italia, dove la nuova Juve del Trap vince l'andata a Torino per 1-0 contro il Parma, ma cade poi 2-0 nel ritorno al Tardini, regalando agli uomini di Nevio Scala il loro primo successo in coppa nazionale.
L'annata seguente, con la Vecchia Signora nel frattempo rinforzata dagli arrivi di Möller, Vialli e Ravanelli, culmina nel trionfo in Coppa UEFA, dove nella doppia finale i bianconeri, trascinati da un Roberto Baggio in stato di grazia, rifilano al Borussia Dortmund dapprima un 3-1 a domicilio nell'andata al Westfalenstadion, e poi un secco 3-0 nel ritorno al Delle Alpi, regalando all'allenatore di Cusano Milanino il suo terzo successo nel torneo: un primato che resisterà per i successivi 28 anni prima di essere battuto da Unai Emery. La stagione del club piemontese registra un alto numero di reti messe a segno (106), 32 delle quali durante il cammino verso la conquista della terza Coppa UEFA nella storia bianconera.

Trapattoni (a sinistra) e il centravanti bianconero Vialli posano con il trofeo della Coppa UEFA 1992-1993, la terza e ultima per il tecnico.

L'ultima stagione di Trapattoni sulla panchina juventina gli riconosce i meriti di mandare al debutto il suo pupillo Angelo Di Livio e, soprattutto, di lanciare in Serie A un giovane Alessandro Del Piero, che diverrà poi capitano e bandiera della Juventus per il ventennio a seguire. Nonostante ciò, quella del 1993-1994 è un'annata amara per il tecnico cusanese, il quale si sente criticato e attaccato dagli stessi tifosi bianconeri, per via di una proposta di calcio da loro giudicata ormai troppo difensivista e noiosa. Pur chiudendo al secondo posto in campionato, a tre lunghezze dal Milan campione per la terza volta di fila, Giuanìn è costretto a salutare definitivamente la società torinese, assieme allo storico dirigente Boniperti, dopo aver conquistato 14 trofei in 13 stagioni complessive a Torino, che lo rendono ancora oggi il tecnico più vincente nella storia della Juventus; detiene tuttora anche il record di vittorie alla guida dei bianconeri, contando 319 vittorie su 596 partite in panchina.

#### Bayern Monaco
La stagione 1994-1995 segna la prima esperienza al di fuori dell'Italia per Trapattoni, il quale accetta l'offerta della squadra campione uscente di Germania, il Bayern Monaco; per convincerlo, una delegazione del club composta dal suo ex giocatore Rummenigge, da Franz Beckenbauer, Uli Hoeneß e dal presidente si spinge fino a casa sua a Cusano. L'ambientamento in Baviera pare facile, complici la determinazione e il rispetto verso l'autorità del mister messi in atto dai giocatori del club, che il tecnico reputa di gran lunga più professionali rispetto a quelli di Serie A, anche riconoscendo il buon lavoro fatto in questo senso dal suo predecessore, lo stesso Beckenbauer. I buoni propositi del Trap, però, si scontrano ben presto con la realtà: la squadra stecca immediatamente in Supercoppa tedesca contro il Werder Brema di Otto Rehhagel e, nonostante il successivo arrivo di rinforzi come Kahn, Sutter e Papin, i bavaresi vanno incontro a una clamorosa eliminazione al primo turno della Coppa di Germania per mano dei dilettanti del Vestenbergsgreuth.
Alle prime e inevitabili critiche da parte della stampa si aggiungono gli screzi con il leader della squadra, Lothar Matthäus, già allenato da Trapattoni a Milano, che nel frattempo si reinventa con successo come difensore centrale ma che, secondo il tecnico cusanese, rende maggiormente nel suo ruolo originario a centrocampo. Persa presto la rotta in Bundesliga, anche complice una formazione titolare decimata dagli infortuni, il Bayern Monaco tenta di riscattarsi in Champions League, dove è autore di un buon cammino conclusosi in semifinale, venendo estromesso dall'Ajax futuro vincitore dell'edizione. L'andamento altalenante della stagione fa sì che fin da febbraio è de facto anticipato il mancato rinnovo di Trapattoni con la società tedesca, motivato anche da ragioni familiari.

#### Cagliari

Trapattoni durante un allenamento del Cagliari nella stagione 1995-1996

Nell'estate 1995 il tecnico torna in Italia, accettando una sfida insolita nella sua carriera: per la prima volta scende infatti nel calcio di provincia, al Cagliari. L'arrivo in Sardegna del plurititolato Trap – chiamato a raccogliere l'eredità di Óscar Tabárez, il quale nell'annata precedente aveva portato la squadra a lottare per la zona UEFA – genera entusiasmo in tutta l'isola e aumenta le aspettative verso i rossoblù dell'ambizioso patron Massimo Cellino, chiamati a un ulteriore salto di qualità. Le premesse estive paiono trovare un iniziale riscontro in campo, con i sardi che, nonostante un avvio difficile, arrivano al giro di boa del campionato in linea con gli obiettivi d'inizio stagione; nel girone di ritorno, tuttavia, un netto calo di rendimento mette presto in bilico la panchina del tecnico. La sconfitta per 4-1 a Torino contro la Juventus è l'ultimo atto della breve esperienza cagliaritana di Trapattoni, trascorsa all'insegna dei saliscendi: con la squadra al sestultimo posto in classifica, l'allenatore si dimette accusando pesantemente Cellino di averlo preso in giro, ma assumendosi comunque le responsabilità per avere illuso i tifosi puntando dichiaratamente alla qualificazione europea.

#### Ritorno al Bayern Monaco
Dopo un tentativo di Silvio Berlusconi di riportarlo sulla panchina del Milan, per Trapattoni arriva una seconda chiamata da parte del Bayern Monaco per la stagione 1996-1997. Deciso a riscattare la sua prima e scialba esperienza in Baviera, e con a disposizione una rinnovata rosa che, accanto al solito Matthäus, vede ora anche l'altro ex interista Klinsmann più elementi come Basler e Rizzitelli, il Trap costruisce una squadra capace di imporre l'andatura in Bundesliga per tutto l'arco del torneo. Con il Borussia Dortmund di Ottmar Hitzfeld, campione uscente, distratto dal cammino in Champions League, il tecnico italiano si ritrova a duellare con un solido Bayer Leverkusen che dà filo da torcere sino alle battute conclusive, prima di venire infine domato alla penultima giornata, quando il 4-2 sullo Stoccarda dà ai bavaresi la certezza del titolo.
Vinto per la prima volta il Meisterschale, a cui seguirà nel luglio seguente la Coppa di Lega tedesca, nell'estate 1997 il Trap pensa di lasciare, date le pressioni attuate da mesi dal presidente della Roma, Franco Sensi, il quale, deluso dall'esperienza con Carlos Bianchi, mette sul piatto un'offerta miliardaria affinché Trapattoni vada a sedersi sulla panchina della squadra giallorossa; l'allenatore viene tentato dall'offerta, più che altro per la possibilità di riportare la moglie Paola nella natìa Roma, ma alla fine decide di rispettare il proprio contratto con il club tedesco.
L'annata 1997-1998 si rivela presto uno shock per i tifosi bavaresi e per il mondo calcistico tedesco in generale, poiché alla vigilia nessuno poteva pronosticare che il neopromosso Kaiserslautern di Otto Rehhagel, a sorpresa vittorioso al debutto in campionato proprio contro l'undici di Trapattoni, avrebbe poi conteso ai detentori anche il titolo nazionale. Il testa a testa, invece, dura per tutta la stagione, con il Trap che, una volta perso lo scontro diretto nel girone di ritorno, non riesce più a ritrovare il bandolo della matassa; tre sconfitte consecutive contro Hertha Berlino, Colonia e Schalke 04 causano le ire del tecnico, che, trovatosi nel momento più complicato dell'annata, il 10 marzo 1998 si sfoga in una a posteriori celebre conferenza stampa, nella quale, in un tedesco piuttosto maccheronico, attacca a più riprese i suoi calciatori Strunz, Basler e Scholl, accusandoli di scarso impegno e mancanza di professionalità.
Rimarrà questo, mediaticamente parlando, l'episodio più famoso del suo secondo ciclo bavarese, alla luce di una stagione che vedrà la squadra perdere in volata la Bundesliga, contro la rivelazione Kaiserslautern, e venire eliminata nei quarti di finale della Champions League, ai supplementari, dai connazionali e detentori del Borussia Dortmund. Al Trap resta la consolazione della Coppa di Germania, vinta in finale contro il Duisburg: è il ventesimo alloro nella carriera del tecnico, che, a fine stagione, lascia definitivamente Monaco di Baviera.

#### Fiorentina

Trapattoni accolto come nuovo allenatore della Fiorentina nella stagione 1998-1999

Nell'estate del 1998 Trapattoni torna in Italia per sedersi sulla panchina della Fiorentina. Arrivato a Firenze sulla scia di un forte ostracismo da parte del tifo viola, visto il suo lungo passato con gli storici rivali juventini, il Trap fa ben presto ricredere i più e, ottenendo il meglio dal tridente offensivo Rui Costa-Edmundo-Batistuta, è autore di un fulmineo avvio di stagione. Precoce e controversa, invece, è l'eliminazione dalla Coppa UEFA: nella gara del 3 novembre 1998 contro il Grasshoppers, giocata sul campo neutro di Salerno, alcuni tifosi locali, volendo arrecare danno alla Viola, lanciano in campo una bomba carta che porta alla sospensione della partita e successiva squalifica a tavolino, per responsabilità oggettiva, della squadra toscana. Tali fatti negativi non intaccano tuttavia il percorso in campionato, che vede la Fiorentina svoltare la stagione da campione d'inverno e legittimare, dopo oltre un quindicennio, rinnovate ambizioni da scudetto. Nel girone di ritorno, tuttavia, il serio infortunio che colpisce il cannoniere, capitano e leader gigliato Batistuta è la pietra tombale sui sogni tricolori della squadra; alle prese anche con la saudade di Edmundo, che lascia Firenze nel momento clou del campionato, Trapattoni riesce comunque a condurre la formazione viola al terzo posto in campionato, raggiungendo la qualificazione in Champions League. Come epilogo di una stagione dolceamara, arriva la sconfitta nella finale di Coppa Italia, per mano del Parma, solo per la discriminante dei gol in trasferta.
Nell'annata 1999-2000 gli uomini di Trapattoni sono artefici di un buon cammino in Champions League, spingendosi fino alla seconda fase a gironi, chiusa dietro il Manchester Utd di Alex Ferguson, allora campione in carica, e il Valencia di Héctor Cúper, futuro finalista dell'edizione. Meno entusiasmanti sono le prestazioni in campionato, concluso con l'obiettivo minimo della qualificazione in Coppa UEFA, ma lasciando generalmente insoddisfatto l'ambiente gigliato. Sul finire della seconda stagione in riva all'Arno il Trap decide così per l'addio al club, a causa soprattutto dei mai sopiti dissidi con la tifoseria, sfociati addirittura in aggressioni e minacce nella sfera privata, il tutto sommato all'imminente ridimensionamento tecnico prospettato dalla società.

#### Nazionale italiana
A seguito delle polemiche dimissioni presentate dal commissario tecnico della nazionale italiana, Dino Zoff, all'indomani delle critiche ricevute da Silvio Berlusconi per l'epilogo della finale del campionato d'Europa 2000, il 6 luglio seguente la FIGC chiama Trapattoni alla guida degli Azzurri. Esordisce a Budapest il 3 settembre 2000, pareggiando per 2-2 contro l'Ungheria nella prima partita delle qualificazioni al campionato del mondo 2002, che l'Italia supererà da imbattuta. Nella fase finale del mondiale, tuttavia, la nazionale delude le aspettative: nonostante la scaramanzia del Trap – sorpreso, tra le altre cose, a gettare acquasanta sul terreno di gioco –, l'Italia supera a fatica la fase a gironi, per poi venire clamorosamente eliminata dalla Corea del Sud padrona di casa negli ottavi di finale, in una gara segnata da veementi polemiche relative all'operato dell'arbitro ecuadoriano Byron Moreno. Già prima del torneo, peraltro, il citì era stato oggetto di critiche per la scelta di non convocare Roberto Baggio.
Nonostante la delusione del mondiale nippo-coreano, viene confermato in panchina e nel biennio seguente porta gli Azzurri a superare le qualificazioni al campionato d'Europa 2004; anche in questo caso, la fase finale in Portogallo si rivela un fallimento per via della prematura eliminazione nei gironi, favorita da un discusso pareggio tra Svezia e Danimarca. Al termine della spedizione lusitana il tecnico decide di lasciare la nazionale, venendo sostituito da Marcello Lippi.

#### Benfica, Stoccarda e Salisburgo
Lasciata la nazionale italiana, nella stessa estate del 2004 si accorda per una nuova esperienza all'estero, con i portoghesi del Benfica. Anche se l'eliminazione dalla Coppa UEFA rischia di fargli lasciare prematuramente la panchina lusitana, Trapattoni porta immediatamente le Aquile a conquistare la Primeira Liga, la trentunesima nella storia del club di Lisbona, a undici anni dal precedente successo. La squadra del Trap raggiunge anche la finale di Taça de Portugal, nella quale però a imporsi 2-1 è il Vitória Setúbal, negando così al tecnico un possibile double. Desideroso di cambiare aria, al termine della stagione Trapattoni risolve anticipatamente il contratto che lo lega al Benfica.
Nonostante avesse motivato l'addio ai portoghesi con il voler tornare in Italia, nel giugno del 2005 decide di tornare per la terza volta in Germania, chiamato da un ambizioso Stoccarda, deciso a lottare ai vertici. Stavolta l'avventura in terra tedesca non è memorabile come la precedente a Monaco di Baviera, concludendosi prematuramente il 9 febbraio 2006 con l'esonero di Trapattoni dalla guida della squadra, relegata a centro classifica.
Nell'estate 2006 il Trap è chiamato dagli austriaci del Salisburgo a ricoprire il doppio ruolo di allenatore e direttore tecnico; porta con sé l'ex allievo Lothar Matthäus in veste di vice. Complice anche una rosa composta da giocatori di qualità come Linke, Kovač e l'ex conoscenza bavarese Zickler, quest'ultimo capace di assurgere a capocannoniere del campionato, già alla stagione d'esordio il tecnico italiano porta la squadra a vincere la Bundesliga d'Austria con ben cinque giornate di anticipo, dopo un 2-2 casalingo contro i detentori dell'Austria Vienna, toccando quota 75 punti (record per l'epoca); per Trapattoni è in totale il decimo campionato vinto in quattro paesi diversi (Italia, Germania, Portogallo e Austria), un primato tuttora condiviso assieme a Tomislav Ivić, Ernst Happel, José Mourinho, Eric Gerets e Carlo Ancelotti. Nella seconda e ultima stagione a Salisburgo l'allenatore non riesce a ripetere il successo, fermandosi al secondo posto in campionato dietro al Rapid Vienna.

#### Nazionale irlandese

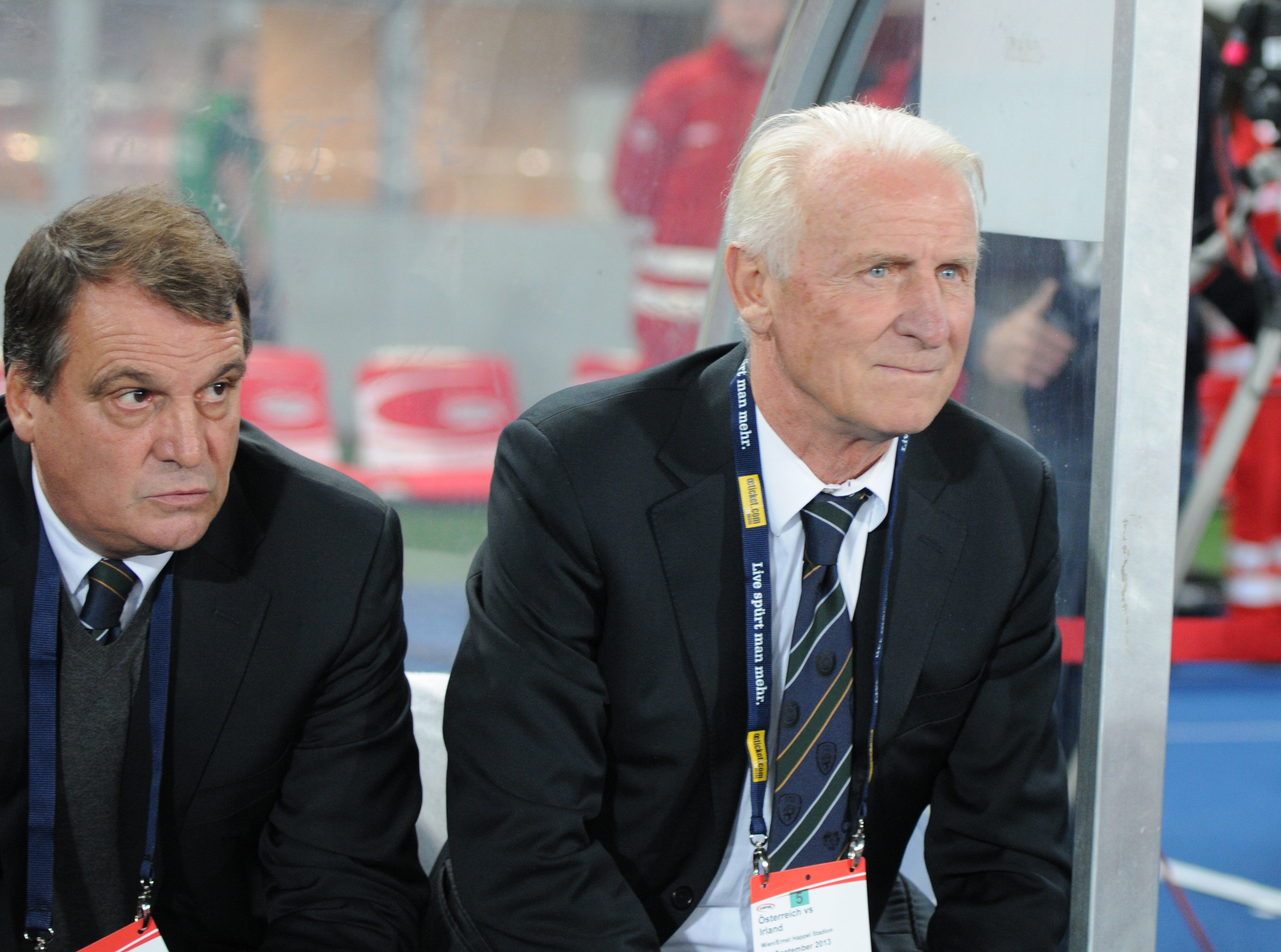
Trapattoni (a destra) nel 2013 sulla panchina della nazionale irlandese con il suo vice Tardelli, già ex numero otto del tecnico cusanese a Torino e Milano.

Nel maggio 2008 viene nominato commissario tecnico della nazionale irlandese. Sceglie come vice Marco Tardelli e come ulteriore assistente Liam Brady, entrambi suoi ex giocatori nella Juventus dei primi anni 1980; proprio Brady, peraltro, è tra i fautori del suo approdo sulla panchina dei Boys in Green.
Nelle qualificazioni al campionato del mondo 2010, la nazionale irlandese si trova nello stesso girone dell'Italia e il 1º aprile 2009, allo Stadio San Nicola di Bari, Trapattoni incontra da avversario la squadra azzurra allenata da Marcello Lippi (partita finita 1-1); il 10 ottobre 2009, al Croke Park di Dublino, ferma nuovamente l'Italia sul 2-2 acquisendo matematicamente il secondo posto nel girone che vale gli spareggi. Ai play-off l'Irlanda perde contro la Francia in casa per 0-1 e viene eliminata nella gara di ritorno ai supplementari (1-1) con un gol irregolare di William Gallas su assist di Thierry Henry, il quale controlla il pallone con la mano (ciò comporterà forti polemiche e una squalifica per Henry).
Nel dicembre 2010 accetta, insieme al suo staff, una decurtazione dello stipendio, necessaria per non pesare sul bilancio della federazione, ridottosi a seguito della crisi economica.
Nelle qualificazioni al campionato d'Europa 2012 l'Irlanda si piazza al secondo posto nel gruppo B con 21 punti, dietro alla Russia, grazie all'ultima partita vinta l'11 ottobre 2011 contro l'Armenia per 2-1. I Boys in Green sono così costretti ad affrontare nuovamente i play-off, questa volta contro l'Estonia, per poter accedere alla fase finale della manifestazione; stavolta però gli irlandesi si impongono nettamente a Tallinn per poi pareggiare a Dublino, riconquistando così dopo 24 anni il pass per l'europeo. Nel 2011 vincono inoltre il torneo della Nations Cup battendo Galles, Irlanda del Nord e Scozia. Nella fase finale della competizione continentale l'Irlanda viene sorteggiata nel gruppo C insieme a Spagna, Italia e Croazia, venendo però sconfitta da tutte e tre le squadre. Nonostante l'eliminazione, Trapattoni viene riconfermato per altri due anni sulla panchina della nazionale.
L'11 settembre 2013, dopo due sconfitte rimediate dall'Irlanda nel girone di qualificazione al campionato del mondo 2014 contro Svezia e Austria, che compromettono il passaggio del turno, risolve consensualmente il contratto che lo lega alla federazione irlandese.

### Dopo il ritiro
Già opinionista di Mediaset Premium per le partite di Champions League, per la stagione 2015-2016 è stato in Rai come opinionista a La Domenica Sportiva oltreché commentatore tecnico, al fianco di Alberto Rimedio, delle partite della nazionale italiana, venendo tuttavia sostituito da Walter Zenga prima del campionato d'Europa 2016.

## Statistiche

### Presenze e reti nei club
| Stagione        | Squadra         | Campionato      | Campionato | Campionato | Coppe nazionali | Coppe nazionali | Coppe nazionali | Coppe continentali | Coppe continentali | Coppe continentali | Altre coppe | Altre coppe | Altre coppe | Totale | Totale |
| Stagione        | Squadra         | Comp            | Pres       | Reti       | Comp            | Pres            | Reti            | Comp               | Pres               | Reti               | Comp        | Pres        | Reti        | Pres   | Reti   |
| --------------- | --------------- | --------------- | ---------- | ---------- | --------------- | --------------- | --------------- | ------------------ | ------------------ | ------------------ | ----------- | ----------- | ----------- | ------ | ------ |
| 1957-1958       | Milan           | A               | 0          | 0          | CI              | 2               | 0               | CC                 | 0                  | 0                  | -           | -           | -           | 2      | 0      |
| 1958-1959       | Milan           | A               | 0          | 0          | CI              | 0               | 0               | -                  | -                  | -                  | CA          | 0           | 0           | 0      | 0      |
| 1959-1960       | Milan           | A               | 2          | 0          | CI              | 1               | 0               | -                  | -                  | -                  | CA          | 2           | 0           | 5      | 0      |
| 1960-1961       | Milan           | A               | 30         | 1          | CI              | 1               | 0               | -                  | -                  | -                  | CA          | 1           | 0           | 32     | 1      |
| 1961-1962       | Milan           | A               | 32         | 0          | CI              | 0               | 0               | CdF                | 1                  | 0                  | CA          | 1           | 0           | 34     | 0      |
| 1962-1963       | Milan           | A               | 30         | 0          | CI              | 2               | 0               | CC                 | 8                  | 0                  | CA          | 1           | 1           | 41     | 1      |
| 1963-1964       | Milan           | A               | 28         | 1          | CI              | 0               | 0               | CC                 | 2                  | 0                  | CInt        | 3           | 1           | 33     | 2      |
| 1964-1965       | Milan           | A               | 30         | 0          | CI              | 1               | 0               | CdF                | 1                  | 0                  | -           | -           | -           | 32     | 0      |
| 1965-1966       | Milan           | A               | 18         | 1          | CI              | 1               | 0               | CdF                | 2                  | 0                  | -           | -           | -           | 21     | 1      |
| 1966-1967       | Milan           | A               | 23         | 0          | CI              | 5               | 0               | CM                 | 0                  | 0                  | CdA         | 5           | 1           | 33     | 1      |
| 1967-1968       | Milan           | A               | 24         | 0          | CI              | 9               | 0               | CdC                | 9                  | 0                  | -           | -           | -           | 42     | 0      |
| 1968-1969       | Milan           | A               | 22         | 0          | CI              | 5               | 0               | CC                 | 5                  | 0                  | -           | -           | -           | 32     | 0      |
| 1969-1970       | Milan           | A               | 20         | 0          | CI              | 0               | 0               | CC                 | 2                  | 0                  | CInt        | 0           | 0           | 22     | 0      |
| 1970-1971       | Milan           | A               | 15         | 0          | CI              | 7               | 0               | -                  | -                  | -                  | -           | -           | -           | 22     | 0      |
| Totale Milan    | Totale Milan    | Totale Milan    | 274        | 3          |                 | 34              | 0               |                    | 30                 | 0                  |             | 13          | 3           | 351    | 6      |
| 1971-1972       | Varese          | A               | 10         | 0          | CI              | 3               | 0               | -                  | -                  | -                  | -           | -           | -           | 13     | 0      |
| Totale carriera | Totale carriera | Totale carriera | 284        | 3          |                 | 37              | 0               |                    | 30                 | 0                  |             | 13          | 3           | 364    | 6      |

### Cronologia presenze e reti in nazionale
| Cronologia completa delle presenze e delle reti in nazionale ― Italia | Cronologia completa delle presenze e delle reti in nazionale ― Italia | Cronologia completa delle presenze e delle reti in nazionale ― Italia | Cronologia completa delle presenze e delle reti in nazionale ― Italia | Cronologia completa delle presenze e delle reti in nazionale ― Italia | Cronologia completa delle presenze e delle reti in nazionale ― Italia | Cronologia completa delle presenze e delle reti in nazionale ― Italia | Cronologia completa delle presenze e delle reti in nazionale ― Italia |
| Data                                                                  | Città                                                                 | In casa                                                               | Risultato                                                             | Ospiti                                                                | Competizione                                                          | Reti                                                                  | Note                                                                  |
| --------------------------------------------------------------------- | --------------------------------------------------------------------- | --------------------------------------------------------------------- | --------------------------------------------------------------------- | --------------------------------------------------------------------- | --------------------------------------------------------------------- | --------------------------------------------------------------------- | --------------------------------------------------------------------- |
| 10-12-1960                                                            | Napoli                                                                | Italia                                                                | 1 – 2                                                                 | Austria                                                               | Amichevole                                                            | -                                                                     |                                                                       |
| 25-4-1961                                                             | Bologna                                                               | Italia                                                                | 3 – 2                                                                 | Irlanda del Nord                                                      | Amichevole                                                            | -                                                                     |                                                                       |
| 24-5-1961                                                             | Roma                                                                  | Italia                                                                | 2 – 3                                                                 | Inghilterra                                                           | Amichevole                                                            | -                                                                     |                                                                       |
| 15-6-1961                                                             | Firenze                                                               | Italia                                                                | 4 – 1                                                                 | Argentina                                                             | Amichevole                                                            | -                                                                     |                                                                       |
| 15-10-1961                                                            | Tel Aviv                                                              | Israele                                                               | 2 – 4                                                                 | Italia                                                                | Qual. Mondiali 1962                                                   | -                                                                     |                                                                       |
| 4-11-1961                                                             | Torino                                                                | Italia                                                                | 6 – 0                                                                 | Israele                                                               | Qual. Mondiali 1962                                                   | -                                                                     |                                                                       |
| 13-5-1962                                                             | Bruxelles                                                             | Belgio                                                                | 1 – 3                                                                 | Italia                                                                | Amichevole                                                            | -                                                                     | 46’                                                                   |
| 11-11-1962                                                            | Vienna                                                                | Austria                                                               | 1 – 2                                                                 | Italia                                                                | Amichevole                                                            | -                                                                     |                                                                       |
| 27-3-1963                                                             | Istanbul                                                              | Turchia                                                               | 0 – 1                                                                 | Italia                                                                | Qual. Euro 1964                                                       | -                                                                     |                                                                       |
| 12-5-1963                                                             | Milano                                                                | Italia                                                                | 3 – 0                                                                 | Brasile                                                               | Amichevole                                                            | -                                                                     |                                                                       |
| 9-6-1963                                                              | Vienna                                                                | Austria                                                               | 0 – 1                                                                 | Italia                                                                | Amichevole                                                            | 1                                                                     |                                                                       |
| 13-10-1963                                                            | Mosca                                                                 | Unione Sovietica                                                      | 2 – 0                                                                 | Italia                                                                | Qual. Euro 1964                                                       | -                                                                     |                                                                       |
| 10-11-1963                                                            | Roma                                                                  | Italia                                                                | 1 – 1                                                                 | Unione Sovietica                                                      | Qual. Euro 1964                                                       | -                                                                     |                                                                       |
| 14-12-1963                                                            | Torino                                                                | Italia                                                                | 1 – 0                                                                 | Austria                                                               | Amichevole                                                            | -                                                                     |                                                                       |
| 11-4-1964                                                             | Firenze                                                               | Italia                                                                | 0 – 0                                                                 | Cecoslovacchia                                                        | Amichevole                                                            | -                                                                     | 55’                                                                   |
| 10-5-1964                                                             | Losanna                                                               | Svizzera                                                              | 1 – 3                                                                 | Italia                                                                | Amichevole                                                            | -                                                                     |                                                                       |
| 5-12-1964                                                             | Bologna                                                               | Italia                                                                | 3 – 1                                                                 | Danimarca                                                             | Amichevole                                                            | -                                                                     |                                                                       |
| Totale                                                                |                                                                       | Presenze                                                              | 17                                                                    |                                                                       | Reti                                                                  | 1                                                                     |                                                                       |

### Statistiche da allenatore

#### Club
In grassetto le competizioni vinte.
| Stagione                   | Squadra                    | Campionato                 | Campionato | Campionato | Campionato | Campionato | Coppe nazionali | Coppe nazionali | Coppe nazionali | Coppe nazionali | Coppe nazionali | Coppe continentali | Coppe continentali | Coppe continentali | Coppe continentali | Coppe continentali | Altre coppe | Altre coppe | Altre coppe | Altre coppe | Altre coppe | Totale | Totale | Totale | Totale | % Vittorie | Piazzamento |
| Stagione                   | Squadra                    | Comp                       | G          | V          | N          | P          | Comp            | G               | V               | N               | P               | Comp               | G                  | V                  | N                  | P                  | Comp        | G           | V           | N           | P           | G      | V      | N      | P      | %          | Piazzamento |
| -------------------------- | -------------------------- | -------------------------- | ---------- | ---------- | ---------- | ---------- | --------------- | --------------- | --------------- | --------------- | --------------- | ------------------ | ------------------ | ------------------ | ------------------ | ------------------ | ----------- | ----------- | ----------- | ----------- | ----------- | ------ | ------ | ------ | ------ | ---------- | ----------- |
| apr.-mag. 1974             | Milan                      | A                          | 6          | 1          | 4          | 1          | CI              | 1               | 0               | 0               | 1               | CdC                | 3                  | 1                  | 0                  | 2                  | -           | -           | -           | -           | -           | 10     | 2      | 4      | 4      | 20,00      | Sub. 7º     |
| 1975-1976                  | Milan                      | A                          | 30         | 15         | 8          | 7          | CI              | 1               | 1               | 0               | 0               | CU                 | 6                  | 3                  | 1                  | 2                  | -           | -           | -           | -           | -           | 37     | 19     | 9      | 9      | 51,35      | 3º          |
| Totale Milan               | Totale Milan               | Totale Milan               | 36         | 16         | 12         | 8          |                 | 2               | 1               | 0               | 1               |                    | 9                  | 4                  | 1                  | 4                  |             | -           | -           | -           | -           | 47     | 21     | 13     | 13     | 44,68      |             |
| 1976-1977                  | Juventus                   | A                          | 30         | 23         | 5          | 2          | CI              | 10              | 4               | 4               | 2               | CU                 | 12                 | 8                  | 0                  | 4                  | -           | -           | -           | -           | -           | 52     | 35     | 9      | 8      | 67,31      | 1º          |
| 1977-1978                  | Juventus                   | A                          | 30         | 15         | 14         | 1          | CI              | 10              | 5               | 2               | 3               | CC                 | 8                  | 5                  | 2                  | 1                  | -           | -           | -           | -           | -           | 48     | 25     | 18     | 5      | 52,08      | 1º          |
| 1978-1979                  | Juventus                   | A                          | 30         | 12         | 13         | 5          | CI              | 9               | 6               | 2               | 1               | CC                 | 2                  | 1                  | 0                  | 1                  | -           | -           | -           | -           | -           | 41     | 19     | 15     | 7      | 46,34      | 3º          |
| 1979-1980                  | Juventus                   | A                          | 30         | 16         | 6          | 8          | CI              | 4               | 1               | 3               | 0               | CdC                | 8                  | 3                  | 2                  | 3                  | -           | -           | -           | -           | -           | 42     | 20     | 11     | 11     | 47,62      | 2º          |
| 1980-1981                  | Juventus                   | A                          | 30         | 17         | 10         | 3          | CI              | 8               | 5               | 2               | 1               | CU                 | 4                  | 2                  | 0                  | 2                  | TdC         | 4           | 1           | 2           | 1           | 46     | 25     | 14     | 7      | 54,35      | 1º          |
| 1981-1982                  | Juventus                   | A                          | 30         | 19         | 8          | 3          | CI              | 4               | 2               | 1               | 1               | CC                 | 4                  | 1                  | 1                  | 2                  | -           | -           | -           | -           | -           | 38     | 22     | 10     | 6      | 57,89      | 1º          |
| 1982-1983                  | Juventus                   | A                          | 30         | 15         | 9          | 6          | CI              | 13              | 8               | 4               | 1               | CC                 | 9                  | 5                  | 3                  | 1                  | -           | -           | -           | -           | -           | 52     | 28     | 16     | 8      | 53,85      | 2º          |
| 1983-1984                  | Juventus                   | A                          | 30         | 17         | 9          | 4          | CI              | 7               | 2               | 3               | 2               | CdC                | 9                  | 6                  | 3                  | 0                  | -           | -           | -           | -           | -           | 46     | 25     | 15     | 6      | 54,35      | 1º          |
| 1984-1985                  | Juventus                   | A                          | 30         | 11         | 14         | 5          | CI              | 9               | 5               | 2               | 2               | CC                 | 9                  | 7                  | 0                  | 2                  | SU          | 1           | 1           | 0           | 0           | 49     | 24     | 16     | 9      | 48,98      | 6º          |
| 1985-1986                  | Juventus                   | A                          | 30         | 18         | 9          | 3          | CI              | 7               | 2               | 3               | 2               | CC                 | 6                  | 3                  | 2                  | 1                  | CInt        | 1           | 0           | 1           | 0           | 44     | 23     | 15     | 6      | 52,27      | 1º          |
| 1986-1987                  | Inter                      | A                          | 30         | 15         | 8          | 7          | CI              | 9               | 6               | 3               | 0               | CU                 | 8                  | 4                  | 3                  | 1                  | -           | -           | -           | -           | -           | 47     | 25     | 14     | 8      | 53,19      | 3º          |
| 1987-1988                  | Inter                      | A                          | 30         | 11         | 10         | 9          | CI              | 11              | 5               | 5               | 1               | CU                 | 6                  | 2                  | 2                  | 2                  | -           | -           | -           | -           | -           | 47     | 18     | 17     | 12     | 38,30      | 5º          |
| 1988-1989                  | Inter                      | A                          | 34         | 26         | 6          | 2          | CI              | 8               | 3               | 3               | 2               | CU                 | 6                  | 4                  | 1                  | 1                  | -           | -           | -           | -           | -           | 48     | 33     | 10     | 5      | 68,75      | 1º          |
| 1989-1990                  | Inter                      | A                          | 34         | 17         | 10         | 7          | CI              | 4               | 3               | 0               | 1               | CC                 | 2                  | 0                  | 1                  | 1                  | SI          | 1           | 1           | 0           | 0           | 41     | 21     | 11     | 9      | 51,22      | 3º          |
| 1990-1991                  | Inter                      | A                          | 34         | 18         | 10         | 6          | CI              | 4               | 3               | 0               | 1               | CU                 | 12                 | 6                  | 3                  | 3                  | -           | -           | -           | -           | -           | 50     | 27     | 13     | 10     | 54,00      | 3º          |
| Totale Inter               | Totale Inter               | Totale Inter               | 162        | 87         | 44         | 31         |                 | 36              | 20              | 11              | 5               |                    | 34                 | 16                 | 10                 | 8                  |             | 1           | 1           | 0           | 0           | 233    | 124    | 65     | 44     | 53,22      |             |
| 1991-1992                  | Juventus                   | A                          | 34         | 18         | 12         | 4          | CI              | 10              | 6               | 3               | 1               | -                  | -                  | -                  | -                  | -                  | -           | -           | -           | -           | -           | 44     | 24     | 15     | 5      | 54,55      | 2º          |
| 1992-1993                  | Juventus                   | A                          | 34         | 15         | 9          | 10         | CI              | 8               | 4               | 4               | 0               | CU                 | 12                 | 10                 | 1                  | 1                  | -           | -           | -           | -           | -           | 54     | 29     | 14     | 11     | 53,70      | 4º          |
| 1993-1994                  | Juventus                   | A                          | 34         | 17         | 13         | 4          | CI              | 2               | 0               | 1               | 1               | CU                 | 8                  | 4                  | 1                  | 3                  | -           | -           | -           | -           | -           | 44     | 21     | 15     | 8      | 47,73      | 2º          |
| Totale Juventus            | Totale Juventus            | Totale Juventus            | 402        | 213        | 131        | 58         |                 | 101             | 50              | 34              | 17              |                    | 91                 | 55                 | 15                 | 21                 |             | 6           | 2           | 3           | 1           | 600    | 320    | 183    | 97     | 53,33      |             |
| 1994-1995                  | Bayern Monaco              | BL                         | 34         | 15         | 13         | 6          | CG              | 1               | 0               | 0               | 1               | UCL                | 10                 | 2                  | 5                  | 3                  | SG          | 1           | 0           | 0           | 1           | 46     | 17     | 18     | 11     | 36,96      | 6º          |
| 1995-feb. 1996             | Cagliari                   | A                          | 21         | 7          | 3          | 11         | CI              | 4               | 3               | 0               | 1               | -                  | -                  | -                  | -                  | -                  | -           | -           | -           | -           | -           | 25     | 10     | 3      | 12     | 40,00      | Dimis.      |
| 1996-1997                  | Bayern Monaco              | BL                         | 34         | 20         | 11         | 3          | CG              | 4               | 3               | 0               | 1               | CU                 | 2                  | 1                  | 0                  | 1                  | -           | -           | -           | -           | -           | 40     | 24     | 11     | 5      | 60,00      | 1º          |
| 1997-1998                  | Bayern Monaco              | BL                         | 34         | 19         | 9          | 6          | CG              | 6               | 5               | 1               | 0               | UCL                | 8                  | 4                  | 1                  | 3                  | SG          | 2           | 2           | 0           | 0           | 50     | 30     | 11     | 9      | 60,00      | 2º          |
| Totale Bayern Monaco       | Totale Bayern Monaco       | Totale Bayern Monaco       | 102        | 54         | 33         | 15         |                 | 11              | 8               | 1               | 2               |                    | 20                 | 7                  | 6                  | 7                  |             | 3           | 2           | 0           | 1           | 136    | 71     | 40     | 25     | 52,21      |             |
| 1998-1999                  | Fiorentina                 | A                          | 34         | 16         | 8          | 10         | CI              | 10              | 6               | 3               | 1               | CU                 | 4                  | 2                  | 1                  | 1                  | -           | -           | -           | -           | -           | 48     | 24     | 12     | 12     | 50,00      | 3º          |
| 1999-2000                  | Fiorentina                 | A                          | 34         | 13         | 12         | 9          | CI              | 4               | 1               | 2               | 1               | UCL                | 14                 | 6                  | 5                  | 3                  | -           | -           | -           | -           | -           | 52     | 20     | 19     | 13     | 38,46      | 7º          |
| Totale Fiorentina          | Totale Fiorentina          | Totale Fiorentina          | 68         | 29         | 20         | 19         |                 | 14              | 7               | 5               | 2               |                    | 18                 | 8                  | 6                  | 4                  |             | -           | -           | -           | -           | 100    | 44     | 31     | 25     | 44,00      |             |
| 2004-2005                  | Benfica                    | PL                         | 34         | 19         | 8          | 7          | CP              | 6               | 4               | 1               | 1               | UCL+CU             | 2+8                | 1+5                | 0+1                | 1+2                | SP          | 1           | 0           | 0           | 1           | 51     | 29     | 10     | 12     | 56,86      | 1º          |
| 2005-feb. 2006             | Stoccarda                  | BL                         | 20         | 5          | 12         | 3          | CG              | 2               | 1               | 0               | 1               | CU                 | 6                  | 4                  | 0                  | 2                  | SG          | 3           | 1           | 1           | 1           | 31     | 11     | 13     | 7      | 35,48      | Eson.       |
| 2006-2007                  | Salisburgo                 | BL                         | 36         | 22         | 9          | 5          | CA              | 3               | 2               | 0               | 1               | UCL+CU             | 4+2                | 2+0                | 0+1                | 2+1                | -           | -           | -           | -           | -           | 45     | 26     | 10     | 9      | 57,78      | 1º          |
| 2007-2008                  | Salisburgo                 | BL                         | 36         | 18         | 9          | 9          | -               | -               | -               | -               | -               | UCL+CU             | 4+2                | 3+1                | 0                  | 1+1                | -           | -           | -           | -           | -           | 42     | 22     | 9      | 11     | 52,38      | 2º          |
| Totale Red Bull Salisburgo | Totale Red Bull Salisburgo | Totale Red Bull Salisburgo | 72         | 40         | 18         | 14         |                 | 3               | 2               | 0               | 1               |                    | 12                 | 6                  | 1                  | 5                  |             | -           | -           | -           | -           | 87     | 48     | 19     | 20     | 55,17      |             |
| Totale carriera            | Totale carriera            | Totale carriera            | 917        | 470        | 281        | 166        |                 | 179             | 96              | 52              | 31              |                    | 200                | 106                | 40                 | 54                 |             | 14          | 6           | 4           | 4           | 1310   | 678    | 377    | 255    | 51,76      |             |

#### Nazionale italiana nel dettaglio
| Squadra | Naz               | dal           | al             | Record | Record | Record | Record     | Record | Record | Record | Record |
| G       | V                 | N             | P              | GF     | GS     | DR     | % Vittorie |        |        |        |        |
| ------- | ----------------- | ------------- | -------------- | ------ | ------ | ------ | ---------- | ------ | ------ | ------ | ------ |
| Italia  | Italia (bandiera) | 6 luglio 2000 | 15 luglio 2004 | 44     | 25     | 12     | 7          | 68     | 30     | +38    | 56,82  |

| 2000-2001        | Italia        | Qual. Mondiale 2002 | 1º nel gruppo 8, qualificato | 8  | 6  | 2  | 0 | 75,00 | 16 | 3  | +13 |
| Giugno 2002      | Italia        | Mondiale 2002       | Ottavi di finale             | 4  | 1  | 1  | 2 | 25,00 | 5  | 5  | 0   |
| 2002-2003        | Italia        | Qual. Euro 2004     | 1º nel gruppo 9, qualificato | 8  | 5  | 2  | 1 | 62,50 | 17 | 4  | +13 |
| Giugno 2004      | Italia        | Euro 2004           | 3º nel gruppo C, eliminato   | 3  | 1  | 2  | 0 | 33,33 | 3  | 2  | +1  |
| Dal 2000 al 2004 | Italia        | Amichevoli          |                              | 21 | 12 | 5  | 4 | 57,14 | 27 | 16 | +11 |
| Totale Italia    | Totale Italia | Totale Italia       | Totale Italia                | 44 | 25 | 12 | 7 | 56,82 | 68 | 30 | +38 |

#### Panchine da commissario tecnico della nazionale italiana
| Cronologia completa delle presenze e delle reti in nazionale ― Italia | Cronologia completa delle presenze e delle reti in nazionale ― Italia | Cronologia completa delle presenze e delle reti in nazionale ― Italia | Cronologia completa delle presenze e delle reti in nazionale ― Italia | Cronologia completa delle presenze e delle reti in nazionale ― Italia | Cronologia completa delle presenze e delle reti in nazionale ― Italia | Cronologia completa delle presenze e delle reti in nazionale ― Italia | Cronologia completa delle presenze e delle reti in nazionale ― Italia |
| Data                                                                  | Città                                                                 | In casa                                                               | Risultato                                                             | Ospiti                                                                | Competizione                                                          | Reti                                                                  | Note                                                                  |
| --------------------------------------------------------------------- | --------------------------------------------------------------------- | --------------------------------------------------------------------- | --------------------------------------------------------------------- | --------------------------------------------------------------------- | --------------------------------------------------------------------- | --------------------------------------------------------------------- | --------------------------------------------------------------------- |
| 3-9-2000                                                              | Budapest                                                              | Ungheria                                                              | 2 – 2                                                                 | Italia                                                                | Qual. Mondiali 2002                                                   | 2 Filippo Inzaghi                                                     | Cap:P. Maldini                                                        |
| 7-10-2000                                                             | Milano                                                                | Italia                                                                | 3 – 0                                                                 | Romania                                                               | Qual. Mondiali 2002                                                   | Filippo Inzaghi Marco Delvecchio Francesco Totti                      | Cap:P. Maldini                                                        |
| 11-10-2000                                                            | Ancona                                                                | Italia                                                                | 2 – 0                                                                 | Georgia                                                               | Qual. Mondiali 2002                                                   | 2 Alessandro Del Piero                                                | Cap:D. Albertini                                                      |
| 15-11-2000                                                            | Torino                                                                | Italia                                                                | 1 – 0                                                                 | Inghilterra                                                           | Amichevole                                                            | Gennaro Gattuso                                                       | Cap:P. Maldini                                                        |
| 28-2-2001                                                             | Roma                                                                  | Italia                                                                | 1 – 2                                                                 | Argentina                                                             | Amichevole                                                            | Stefano Fiore                                                         | Cap:P. Maldini                                                        |
| 24-3-2001                                                             | Bucarest                                                              | Romania                                                               | 0 – 2                                                                 | Italia                                                                | Qual. Mondiali 2002                                                   | 2 Filippo Inzaghi                                                     | Cap:P. Maldini                                                        |
| 28-3-2001                                                             | Trieste                                                               | Italia                                                                | 4 – 0                                                                 | Lituania                                                              | Qual. Mondiali 2002                                                   | 2 Filippo Inzaghi 2 Alessandro Del Piero                              | Cap:P. Maldini                                                        |
| 25-4-2001                                                             | Perugia                                                               | Italia                                                                | 1 – 0                                                                 | Sudafrica                                                             | Amichevole                                                            | Vincenzo Montella                                                     | Cap:P. Maldini                                                        |
| 2-6-2001                                                              | Tbilisi                                                               | Georgia                                                               | 1 – 2                                                                 | Italia                                                                | Qual. Mondiali 2002                                                   | Marco Delvecchio Francesco Totti                                      | Cap:P. Maldini                                                        |
| 1-9-2001                                                              | Kaunas                                                                | Lituania                                                              | 0 – 0                                                                 | Italia                                                                | Qual. Mondiali 2002                                                   | -                                                                     | Cap:P. Maldini                                                        |
| 5-9-2001                                                              | Piacenza                                                              | Italia                                                                | 1 – 0                                                                 | Marocco                                                               | Amichevole                                                            | Damiano Tommasi                                                       | Cap:F. Cannavaro                                                      |
| 6-10-2001                                                             | Parma                                                                 | Italia                                                                | 1 – 0                                                                 | Ungheria                                                              | Qual. Mondiali 2002                                                   | Alessandro Del Piero                                                  | Cap:P. Maldini                                                        |
| 7-11-2001                                                             | Saitama                                                               | Giappone                                                              | 1 – 1                                                                 | Italia                                                                | Amichevole                                                            | Cristiano Doni                                                        | Cap:F. Cannavaro                                                      |
| 13-2-2002                                                             | Catania                                                               | Italia                                                                | 1 – 0                                                                 | Stati Uniti                                                           | Amichevole                                                            | Alessandro Del Piero                                                  | Cap:F. Cannavaro                                                      |
| 27-3-2002                                                             | Leeds                                                                 | Inghilterra                                                           | 1 – 2                                                                 | Italia                                                                | Amichevole                                                            | 2 Vincenzo Montella                                                   | Cap:F. Cannavaro                                                      |
| 17-4-2002                                                             | Milano                                                                | Italia                                                                | 1 – 1                                                                 | Uruguay                                                               | Amichevole                                                            | Christian Panucci                                                     | Cap:F. Cannavaro                                                      |
| 18-5-2002                                                             | Praga                                                                 | Rep. Ceca                                                             | 1 – 0                                                                 | Italia                                                                | Amichevole                                                            | -                                                                     | Cap:P. Maldini                                                        |
| 3-6-2002                                                              | Sapporo                                                               | Italia                                                                | 2 – 0                                                                 | Ecuador                                                               | Mondiali 2002 - 1º turno                                              | 2 Christian Vieri                                                     | Cap:P. Maldini                                                        |
| 8-6-2002                                                              | Kashima                                                               | Italia                                                                | 1 – 2                                                                 | Croazia                                                               | Mondiali 2002 - 1º turno                                              | Christian Vieri                                                       | Cap:P. Maldini                                                        |
| 13-6-2002                                                             | Ōita                                                                  | Italia                                                                | 1 – 1                                                                 | Messico                                                               | Mondiali 2002 - 1º turno                                              | Alessandro Del Piero                                                  | Cap:P. Maldini                                                        |
| 18-6-2002                                                             | Daejeon                                                               | Italia                                                                | 1 – 2 gg                                                              | Corea del Sud                                                         | Mondiali 2002 - Ottavi di finale                                      | Christian Vieri                                                       | Cap:P. Maldini                                                        |
| 21-8-2002                                                             | Trieste                                                               | Italia                                                                | 0 – 1                                                                 | Slovenia                                                              | Amichevole                                                            | -                                                                     | Cap:F. Cannavaro                                                      |
| 7-9-2002                                                              | Baku                                                                  | Azerbaigian                                                           | 0 – 2                                                                 | Italia                                                                | Qual. Euro 2004                                                       | autorete Alessandro Del Piero                                         | Cap:F. Cannavaro                                                      |
| 12-10-2002                                                            | Napoli                                                                | Italia                                                                | 1 – 1                                                                 | Serbia e Montenegro                                                   | Qual. Euro 2004                                                       | Alessandro Del Piero                                                  | Cap:F. Cannavaro                                                      |
| 16-10-2002                                                            | Cardiff                                                               | Galles                                                                | 2 – 1                                                                 | Italia                                                                | Qual. Euro 2004                                                       | Alessandro Del Piero                                                  | Cap:F. Cannavaro                                                      |
| 20-11-2002                                                            | Pescara                                                               | Italia                                                                | 1 – 1                                                                 | Turchia                                                               | Amichevole                                                            | Christian Vieri                                                       | Cap:F. Cannavaro                                                      |
| 12-2-2003                                                             | Genova                                                                | Italia                                                                | 1 – 0                                                                 | Portogallo                                                            | Amichevole                                                            | Bernardo Corradi                                                      | Cap:F. Cannavaro                                                      |
| 29-3-2003                                                             | Palermo                                                               | Italia                                                                | 2 – 0                                                                 | Finlandia                                                             | Qual. Euro 2004                                                       | 2 Christian Vieri                                                     | Cap:F. Cannavaro                                                      |
| 30-4-2003                                                             | Ginevra                                                               | Svizzera                                                              | 1 – 2                                                                 | Italia                                                                | Amichevole                                                            | Nicola Legrottaglie Cristiano Zanetti                                 | Cap:C. Panucci                                                        |
| 3-6-2003                                                              | Campobasso                                                            | Italia                                                                | 2 – 0                                                                 | Irlanda del Nord                                                      | Amichevole                                                            | Bernardo Corradi Marco Delvecchio                                     | Cap:F. Cannavaro                                                      |
| 11-6-2003                                                             | Helsinki                                                              | Finlandia                                                             | 0 – 2                                                                 | Italia                                                                | Qual. Euro 2004                                                       | Francesco Totti Alessandro Del Piero                                  | Cap:F. Cannavaro                                                      |
| 20-8-2003                                                             | Stoccarda                                                             | Germania                                                              | 0 – 1                                                                 | Italia                                                                | Amichevole                                                            | Christian Vieri                                                       | Cap:F. Cannavaro                                                      |
| 6-9-2003                                                              | Milano                                                                | Italia                                                                | 4 – 0                                                                 | Galles                                                                | Qual. Euro 2004                                                       | 3 Filippo Inzaghi Alessandro Del Piero                                | Cap:F. Cannavaro                                                      |
| 10-9-2003                                                             | Belgrado                                                              | Serbia e Montenegro                                                   | 1 – 1                                                                 | Italia                                                                | Qual. Euro 2004                                                       | Filippo Inzaghi                                                       | Cap:F. Cannavaro                                                      |
| 11-10-2003                                                            | Reggio Calabria                                                       | Italia                                                                | 4 – 0                                                                 | Azerbaigian                                                           | Qual. Euro 2004                                                       | Christian Vieri 2 Filippo Inzaghi Marco Di Vaio                       | Cap:F. Cannavaro                                                      |
| 12-11-2003                                                            | Varsavia                                                              | Polonia                                                               | 3 – 1                                                                 | Italia                                                                | Amichevole                                                            | Antonio Cassano                                                       | Cap:F. Cannavaro                                                      |
| 16-11-2003                                                            | Ancona                                                                | Italia                                                                | 1 – 0                                                                 | Romania                                                               | Amichevole                                                            | Marco Di Vaio                                                         | Cap:F. Cannavaro                                                      |
| 18-2-2004                                                             | Palermo                                                               | Italia                                                                | 2 – 2                                                                 | Rep. Ceca                                                             | Amichevole                                                            | Christian Vieri Antonio Di Natale                                     | Cap:A. Del Piero                                                      |
| 31-3-2004                                                             | Braga                                                                 | Portogallo                                                            | 1 – 2                                                                 | Italia                                                                | Amichevole                                                            | Christian Vieri Fabrizio Miccoli                                      | Cap:G. Buffon                                                         |
| 28-4-2004                                                             | Genova                                                                | Italia                                                                | 1 – 1                                                                 | Spagna                                                                | Amichevole                                                            | Christian Vieri                                                       | Cap:R. Baggio                                                         |
| 30-5-2004                                                             | Tunisi                                                                | Tunisia                                                               | 0 – 4                                                                 | Italia                                                                | Amichevole                                                            | autorete Fabio Cannavaro Andrea Pirlo Gianluca Zambrotta              | Cap:F. Cannavaro                                                      |
| 14-6-2004                                                             | Guimarães                                                             | Danimarca                                                             | 0 – 0                                                                 | Italia                                                                | Euro 2004 - 1º turno                                                  | -                                                                     | Cap:F. Cannavaro                                                      |
| 18-6-2004                                                             | Porto                                                                 | Italia                                                                | 1 – 1                                                                 | Svezia                                                                | Euro 2004 - 1º turno                                                  | Antonio Cassano                                                       | Cap:F. Cannavaro                                                      |
| 22-6-2004                                                             | Guimarães                                                             | Italia                                                                | 2 – 1                                                                 | Bulgaria                                                              | Euro 2004 - 1º turno                                                  | Simone Perrotta Antonio Cassano                                       | Cap:A. Del Piero                                                      |
| Totale                                                                |                                                                       | Presenze                                                              | 44                                                                    |                                                                       | Reti                                                                  | 68                                                                    |                                                                       |

#### Nazionale irlandese nel dettaglio
| Squadra | Naz                | dal            | all'              | Record | Record | Record | Record     | Record | Record | Record | Record |
| G       | V                  | N              | P                 | GF     | GS     | DR     | % Vittorie |        |        |        |        |
| ------- | ------------------ | -------------- | ----------------- | ------ | ------ | ------ | ---------- | ------ | ------ | ------ | ------ |
| Irlanda | Irlanda (bandiera) | 1º maggio 2008 | 11 settembre 2013 | 64     | 26     | 22     | 16         | 86     | 64     | +22    | 40,63  |

| 2008-2009              | Irlanda        | Qual. Mondiale 2010 | 2º nel gruppo 8, non qualificato dopo gli spareggi | 12 | 4  | 7  | 1  | 33,33   | 13 | 10 | +3  |
| 2010-2011              | Irlanda        | Qual. Euro 2012     | 2º nel gruppo B, qualificato dopo gli spareggi     | 12 | 7  | 4  | 1  | 58,33   | 20 | 8  | +12 |
| Febbraio e maggio 2011 | Irlanda        | Nations Cup 2011    | Vincitore                                          | 3  | 3  | 0  | 0  | 100,00& | 9  | 0  | +9  |
| Giugno 2012            | Irlanda        | Euro 2012           | 4º nel gruppo C, eliminato                         | 3  | 0  | 0  | 3  | &0,00   | 1  | 9  | -8  |
| 2012-2013              | Irlanda        | Qual. Mondiale 2014 | rescissione contratto durante la fase              | 8  | 3  | 2  | 3  | 37,50   | 13 | 13 | 0   |
| Dal 2008 al 2013       | Irlanda        | Amichevoli          |                                                    | 26 | 9  | 9  | 8  | 34,62   | 30 | 24 | +6  |
| Totale Irlanda         | Totale Irlanda | Totale Irlanda      | Totale Irlanda                                     | 64 | 26 | 22 | 16 | 40,63   | 86 | 64 | +22 |

#### Panchine da commissario tecnico della nazionale irlandese
| Cronologia completa delle presenze e delle reti in nazionale ― Irlanda | Cronologia completa delle presenze e delle reti in nazionale ― Irlanda | Cronologia completa delle presenze e delle reti in nazionale ― Irlanda | Cronologia completa delle presenze e delle reti in nazionale ― Irlanda | Cronologia completa delle presenze e delle reti in nazionale ― Irlanda | Cronologia completa delle presenze e delle reti in nazionale ― Irlanda | Cronologia completa delle presenze e delle reti in nazionale ― Irlanda | Cronologia completa delle presenze e delle reti in nazionale ― Irlanda |
| Data                                                                   | Città                                                                  | In casa                                                                | Risultato                                                              | Ospiti                                                                 | Competizione                                                           | Reti                                                                   | Note                                                                   |
| ---------------------------------------------------------------------- | ---------------------------------------------------------------------- | ---------------------------------------------------------------------- | ---------------------------------------------------------------------- | ---------------------------------------------------------------------- | ---------------------------------------------------------------------- | ---------------------------------------------------------------------- | ---------------------------------------------------------------------- |
| 24-5-2008                                                              | Dublino                                                                | Irlanda                                                                | 1 – 1                                                                  | Serbia                                                                 | Amichevole                                                             | Andy Keogh                                                             | Cap:R. Keane                                                           |
| 29-5-2008                                                              | Londra                                                                 | Irlanda                                                                | 1 – 0                                                                  | Colombia                                                               | Amichevole                                                             | Robbie Keane                                                           | Cap:R. Keane                                                           |
| 20-8-2008                                                              | Oslo                                                                   | Norvegia                                                               | 1 – 1                                                                  | Irlanda                                                                | Amichevole                                                             | Robbie Keane                                                           | Cap:R. Keane                                                           |
| 6-9-2008                                                               | Magonza                                                                | Georgia                                                                | 1 – 2                                                                  | Irlanda                                                                | Qual. Mondiali 2010                                                    | Kevin Doyle Glenn Whelan                                               | Cap:R. Keane                                                           |
| 10-9-2008                                                              | Podgorica                                                              | Montenegro                                                             | 0 – 0                                                                  | Irlanda                                                                | Qual. Mondiali 2010                                                    | -                                                                      | Cap:R. Keane                                                           |
| 15-10-2008                                                             | Dublino                                                                | Irlanda                                                                | 1 – 0                                                                  | Cipro                                                                  | Qual. Mondiali 2010                                                    | Robbie Keane                                                           | Cap:R. Keane                                                           |
| 19-11-2008                                                             | Dublino                                                                | Irlanda                                                                | 2 – 3                                                                  | Polonia                                                                | Amichevole                                                             | Stephen Hunt Keith Andrews                                             | Cap:S. Given                                                           |
| 11-2-2009                                                              | Dublino                                                                | Irlanda                                                                | 2 – 1                                                                  | Georgia                                                                | Qual. Mondiali 2010                                                    | 2 Robbie Keane                                                         | Cap:R. Keane                                                           |
| 28-3-2009                                                              | Dublino                                                                | Irlanda                                                                | 1 – 1                                                                  | Bulgaria                                                               | Qual. Mondiali 2010                                                    | Richard Dunne                                                          | Cap:R. Keane                                                           |
| 1-4-2009                                                               | Bari                                                                   | Italia                                                                 | 1 – 1                                                                  | Irlanda                                                                | Qual. Mondiali 2010                                                    | Robbie Keane                                                           | Cap:R. Keane                                                           |
| 29-5-2009                                                              | Londra                                                                 | Nigeria                                                                | 1 – 1                                                                  | Irlanda                                                                | Amichevole                                                             | Robbie Keane                                                           | Cap:R. Keane                                                           |
| 6-6-2009                                                               | Sofia                                                                  | Bulgaria                                                               | 1 – 1                                                                  | Irlanda                                                                | Qual. Mondiali 2010                                                    | Richard Dunne                                                          | Cap:R. Keane                                                           |
| 12-8-2009                                                              | Limerick                                                               | Irlanda                                                                | 0 – 3                                                                  | Australia                                                              | Amichevole                                                             | -                                                                      | Cap:R. Keane                                                           |
| 5-9-2009                                                               | Nicosia                                                                | Cipro                                                                  | 0 – 2                                                                  | Irlanda                                                                | Qual. Mondiali 2010                                                    | Kevin Doyle Robbie Keane                                               | Cap:R. Keane                                                           |
| 8-9-2009                                                               | Limerick                                                               | Irlanda                                                                | 1 – 0                                                                  | Sudafrica                                                              | Amichevole                                                             | Liam Lawrence                                                          | Cap:K. Doyle                                                           |
| 10-10-2009                                                             | Dublino                                                                | Irlanda                                                                | 2 – 2                                                                  | Italia                                                                 | Qual. Mondiali 2010                                                    | Glenn Whelan Sean St Ledger                                            | Cap:R. Keane                                                           |
| 14-10-2009                                                             | Dublino                                                                | Irlanda                                                                | 0 – 0                                                                  | Montenegro                                                             | Qual. Mondiali 2010                                                    | -                                                                      | Cap:S. Given                                                           |
| 14-11-2009                                                             | Dublino                                                                | Irlanda                                                                | 0 – 1                                                                  | Francia                                                                | Qual. Mondiali 2010                                                    | -                                                                      | Cap:R. Keane                                                           |
| 18-11-2009                                                             | Saint-Denis                                                            | Francia                                                                | 1 – 1 dts                                                              | Irlanda                                                                | Qual. Mondiali 2010                                                    | Robbie Keane                                                           | Cap:R. Keane                                                           |
| 2-3-2010                                                               | Londra                                                                 | Irlanda                                                                | 0 – 2                                                                  | Brasile                                                                | Amichevole                                                             | -                                                                      | Cap:R. Keane                                                           |
| 25-5-2010                                                              | Dublino                                                                | Irlanda                                                                | 2 – 1                                                                  | Paraguay                                                               | Amichevole                                                             | Kevin Doyle Liam Lawrence                                              | Cap:R. Keane                                                           |
| 28-5-2010                                                              | Dublino                                                                | Irlanda                                                                | 3 – 0                                                                  | Algeria                                                                | Amichevole                                                             | Paul Green 2 Robbie Keane                                              | Cap:R. Keane                                                           |
| 11-8-2010                                                              | Dublino                                                                | Irlanda                                                                | 0 – 1                                                                  | Argentina                                                              | Amichevole                                                             | -                                                                      | Cap:R. Keane                                                           |
| 3-9-2010                                                               | Erevan                                                                 | Armenia                                                                | 0 – 1                                                                  | Irlanda                                                                | Qual. Euro 2012                                                        | Keith Fahey                                                            | Cap:R. Keane                                                           |
| 7-9-2010                                                               | Dublino                                                                | Irlanda                                                                | 3 – 1                                                                  | Andorra                                                                | Qual. Euro 2012                                                        | Kevin Kilbane Kevin Doyle Robbie Keane                                 | Cap:R. Keane                                                           |
| 8-10-2010                                                              | Dublino                                                                | Irlanda                                                                | 2 – 3                                                                  | Russia                                                                 | Qual. Euro 2012                                                        | Shane Long Robbie Keane                                                | Cap:R. Keane                                                           |
| 12-10-2010                                                             | Žilina                                                                 | Slovacchia                                                             | 1 – 1                                                                  | Irlanda                                                                | Qual. Euro 2012                                                        | Sean St Ledger                                                         | Cap:R. Keane                                                           |
| 17-11-2010                                                             | Dublino                                                                | Irlanda                                                                | 1 – 2                                                                  | Norvegia                                                               | Amichevole                                                             | Shane Long                                                             | Cap:S. Given                                                           |
| 8-2-2011                                                               | Dublino                                                                | Irlanda                                                                | 3 – 0                                                                  | Galles                                                                 | Nations Cup 2011                                                       | Darron Gibson Damien Duff Keith Fahey                                  | Cap:S. Given                                                           |
| 26-3-2011                                                              | Dublino                                                                | Irlanda                                                                | 2 – 1                                                                  | Macedonia del Nord                                                     | Qual. Euro 2012                                                        | Aiden McGeady Robbie Keane                                             | Cap:R. Keane                                                           |
| 29-3-2011                                                              | Dublino                                                                | Irlanda                                                                | 2 – 3                                                                  | Uruguay                                                                | Amichevole                                                             | Shane Long Keith Fahey                                                 | Cap:S. Kelly                                                           |
| 24-5-2011                                                              | Dublino                                                                | Irlanda                                                                | 5 – 0                                                                  | Irlanda del Nord                                                       | Nations Cup 2011                                                       | Stephen Ward 2 Robbie Keane autorete Simon Cox                         | Cap:R. Keane                                                           |
| 29-5-2011                                                              | Dublino                                                                | Irlanda                                                                | 1 – 0                                                                  | Scozia                                                                 | Nations Cup 2011                                                       | Robbie Keane                                                           | Cap:R. Keane                                                           |
| 4-6-2011                                                               | Skopje                                                                 | Macedonia del Nord                                                     | 0 – 2                                                                  | Irlanda                                                                | Qual. Euro 2012                                                        | 2 Robbie Keane                                                         | Cap:R. Keane                                                           |
| 7-6-2011                                                               | Liegi                                                                  | Italia                                                                 | 0 – 2                                                                  | Irlanda                                                                | Amichevole                                                             | Keith Andrews Simon Cox                                                | Cap:P. McShane                                                         |
| 10-8-2011                                                              | Dublino                                                                | Irlanda                                                                | 0 – 0                                                                  | Croazia                                                                | Amichevole                                                             | -                                                                      | Cap:R. Keane                                                           |
| 2-9-2011                                                               | Dublino                                                                | Irlanda                                                                | 0 – 0                                                                  | Slovacchia                                                             | Qual. Euro 2012                                                        | -                                                                      | Cap:R. Keane                                                           |
| 6-9-2011                                                               | Mosca                                                                  | Russia                                                                 | 0 – 0                                                                  | Irlanda                                                                | Qual. Euro 2012                                                        | -                                                                      | Cap:R. Keane                                                           |
| 7-10-2011                                                              | Andorra La Vella                                                       | Andorra                                                                | 0 – 2                                                                  | Irlanda                                                                | Qual. Euro 2012                                                        | Kevin Doyle Aiden McGeady                                              | Cap:R. Keane                                                           |
| 11-10-2011                                                             | Dublino                                                                | Irlanda                                                                | 2 – 1                                                                  | Armenia                                                                | Qual. Euro 2012                                                        | autorete Richard Dunne                                                 | Cap:S. Given                                                           |
| 11-11-2011                                                             | Tallinn                                                                | Estonia                                                                | 0 – 4                                                                  | Irlanda                                                                | Qual. Euro 2012                                                        | Keith Andrews Jonathan Walters 2 Robbie Keane                          | Cap:R. Keane                                                           |
| 15-11-2011                                                             | Dublino                                                                | Irlanda                                                                | 1 – 1                                                                  | Estonia                                                                | Qual. Euro 2012                                                        | Stephen Ward                                                           | Cap:R. Keane                                                           |
| 29-2-2012                                                              | Dublino                                                                | Irlanda                                                                | 1 – 1                                                                  | Rep. Ceca                                                              | Amichevole                                                             | Simon Cox                                                              | Cap:R. Keane                                                           |
| 26-5-2012                                                              | Dublino                                                                | Irlanda                                                                | 1 – 0                                                                  | Bosnia ed Erzegovina                                                   | Amichevole                                                             | Shane Long                                                             | Cap:R. Keane                                                           |
| 4-6-2012                                                               | Budapest                                                               | Ungheria                                                               | 0 – 0                                                                  | Irlanda                                                                | Amichevole                                                             | -                                                                      | Cap:R. Keane                                                           |
| 10-6-2012                                                              | Poznań                                                                 | Irlanda                                                                | 1 – 3                                                                  | Croazia                                                                | Euro 2012 - 1º turno                                                   | Sean St Ledger                                                         | Cap:R. Keane                                                           |
| 14-6-2012                                                              | Danzica                                                                | Spagna                                                                 | 4 – 0                                                                  | Irlanda                                                                | Euro 2012 - 1º turno                                                   | -                                                                      | Cap:R. Keane                                                           |
| 18-6-2012                                                              | Poznań                                                                 | Italia                                                                 | 2 – 0                                                                  | Irlanda                                                                | Euro 2012 - 1º turno                                                   | -                                                                      | Cap:R. Keane                                                           |
| 15-8-2012                                                              | Belgrado                                                               | Serbia                                                                 | 0 – 0                                                                  | Irlanda                                                                | Amichevole                                                             | -                                                                      | Cap:J. O'Shea                                                          |
| 7-9-2012                                                               | Astana                                                                 | Kazakistan                                                             | 1 – 2                                                                  | Irlanda                                                                | Qual. Mondiali 2014                                                    | Robbie Keane (rig.) Kevin Doyle                                        | Cap:R. Keane                                                           |
| 11-9-2012                                                              | Dublino                                                                | Irlanda                                                                | 4 – 1                                                                  | Oman                                                                   | Amichevole                                                             | Shane Long Robbie Brady Kevin Doyle Alex Pearce                        | Cap:K. Doyle                                                           |
| 12-10-2012                                                             | Dublino                                                                | Irlanda                                                                | 1 – 6                                                                  | Germania                                                               | Qual. Mondiali 2014                                                    | Andy Keogh                                                             | Cap:J. O'Shea                                                          |
| 16-10-2012                                                             | Tórshavn                                                               | Fær Øer                                                                | 1 – 4                                                                  | Irlanda                                                                | Qual. Mondiali 2014                                                    | Marc Wilson Jonathan Walters autorete Darren O'Dea                     | Cap:R. Keane                                                           |
| 14-11-2012                                                             | Dublino                                                                | Irlanda                                                                | 0 – 1                                                                  | Grecia                                                                 | Amichevole                                                             | -                                                                      | Cap:J. O'Shea                                                          |
| 6-2-2013                                                               | Dublino                                                                | Irlanda                                                                | 2 – 0                                                                  | Polonia                                                                | Amichevole                                                             | Ciaran Clark Wes Hoolahan                                              | Cap:J. O'Shea                                                          |
| 22-3-2013                                                              | Solna                                                                  | Svezia                                                                 | 0 – 0                                                                  | Irlanda                                                                | Qual. Mondiali 2014                                                    | -                                                                      | Cap:R. Keane                                                           |
| 26-3-2013                                                              | Dublino                                                                | Irlanda                                                                | 2 – 2                                                                  | Austria                                                                | Qual. Mondiali 2014                                                    | 2 Jonathan Walters                                                     | Cap:J. O'Shea                                                          |
| 29-5-2013                                                              | Londra                                                                 | Inghilterra                                                            | 1 – 1                                                                  | Irlanda                                                                | Amichevole                                                             | Shane Long                                                             | Cap:R. Keane                                                           |
| 2-6-2013                                                               | Dublino                                                                | Irlanda                                                                | 4 – 0                                                                  | Georgia                                                                | Amichevole                                                             | Andy Keogh Simon Cox 2 Robbie Keane                                    | Cap:S. Long                                                            |
| 7-6-2013                                                               | Dublino                                                                | Irlanda                                                                | 3 – 0                                                                  | Fær Øer                                                                | Qual. Mondiali 2014                                                    | 3 Robbie Keane                                                         | Cap:R. Keane                                                           |
| 12-6-2013                                                              | New York                                                               | Irlanda                                                                | 0 – 2                                                                  | Spagna                                                                 | Amichevole                                                             | -                                                                      | Cap:R. Keane                                                           |
| 14-8-2013                                                              | Cardiff                                                                | Galles                                                                 | 0 – 0                                                                  | Irlanda                                                                | Amichevole                                                             | -                                                                      | Cap:J. O'Shea                                                          |
| 6-9-2013                                                               | Dublino                                                                | Irlanda                                                                | 1 – 2                                                                  | Svezia                                                                 | Qual. Mondiali 2014                                                    | Robbie Keane                                                           | Cap:R. Keane                                                           |
| 10-9-2013                                                              | Vienna                                                                 | Austria                                                                | 1 – 0                                                                  | Irlanda                                                                | Qual. Mondiali 2014                                                    | -                                                                      | Cap:R. Keane                                                           |
| Totale                                                                 |                                                                        | Presenze                                                               | 64                                                                     |                                                                        | Reti                                                                   | 86                                                                     |                                                                        |

| Cronologia completa delle presenze e delle reti in nazionale (partite non ufficiali) ― Irlanda | Cronologia completa delle presenze e delle reti in nazionale (partite non ufficiali) ― Irlanda | Cronologia completa delle presenze e delle reti in nazionale (partite non ufficiali) ― Irlanda | Cronologia completa delle presenze e delle reti in nazionale (partite non ufficiali) ― Irlanda | Cronologia completa delle presenze e delle reti in nazionale (partite non ufficiali) ― Irlanda | Cronologia completa delle presenze e delle reti in nazionale (partite non ufficiali) ― Irlanda | Cronologia completa delle presenze e delle reti in nazionale (partite non ufficiali) ― Irlanda | Cronologia completa delle presenze e delle reti in nazionale (partite non ufficiali) ― Irlanda |
| Data                                                                                           | Città                                                                                          | In casa                                                                                        | Risultato                                                                                      | Ospiti                                                                                         | Competizione                                                                                   | Reti                                                                                           | Note                                                                                           |
| ---------------------------------------------------------------------------------------------- | ---------------------------------------------------------------------------------------------- | ---------------------------------------------------------------------------------------------- | ---------------------------------------------------------------------------------------------- | ---------------------------------------------------------------------------------------------- | ---------------------------------------------------------------------------------------------- | ---------------------------------------------------------------------------------------------- | ---------------------------------------------------------------------------------------------- |
| 27-9-2012                                                                                      | Sabadell                                                                                       | Catalogna                                                                                      | 2 – 1                                                                                          | Irlanda                                                                                        | Amichevole                                                                                     | David Lacey                                                                                    | Cap:J. Walsh                                                                                   |
| Totale                                                                                         |                                                                                                | Presenze                                                                                       | 1                                                                                              |                                                                                                | Reti                                                                                           | 1                                                                                              |                                                                                                |

## Palmarès

### Giocatore

#### Club

##### Competizioni giovanili
- Torneo di Viareggio: 2

Milan: 1959, 1960

##### Competizioni nazionali
- Campionato italiano: 2

Milan: 1961-1962, 1967-1968
- Coppa Italia: 1

Milan: 1966-1967

##### Competizioni internazionali
- Coppa dei Campioni: 2

Milan: 1962-1963, 1968-1969
- Coppa delle Coppe: 1

Milan: 1967-1968
- Coppa Intercontinentale: 1

Milan: 1969

### Allenatore

#### Club

##### Competizioni nazionali
- Campionato italiano: 7  (record)

Juventus: 1976-1977, 1977-1978, 1980-1981, 1981-1982, 1983-1984, 1985-1986
Inter: 1988-1989
- Coppa Italia: 2

Juventus: 1978-1979, 1982-1983
- Supercoppa italiana: 1

Inter: 1989
- Campionato tedesco: 1

Bayern Monaco: 1996-1997
- Coppa di Lega tedesca: 1

Bayern Monaco: 1997
- Coppa di Germania: 1

Bayern Monaco: 1997-1998
- Campionato portoghese: 1

Benfica: 2004-2005
- Campionato austriaco: 1

Salisburgo: 2006-2007

##### Competizioni internazionali
- Coppa UEFA: 3

Juventus: 1976-1977, 1992-1993
Inter: 1990-1991
- Coppa delle Coppe: 1

Juventus: 1983-1984
- Supercoppa UEFA: 1

Juventus: 1984
- Coppa dei Campioni: 1

Juventus: 1984-1985
- Coppa Intercontinentale: 1

Juventus: 1985

#### Individuale
- Seminatore d'oro: 2[113]

1976-77, 1985
- L'allenatore dei sogni: 1

1992
- Premio Panchina d'oro speciale: 1

1997
- Champions of Europe plaque per aver vinto le tre competizioni UEFA stagionali[114]

2006
- Philips Sports Manager of the Year[115]

2011
- Inserito nella Hall of fame del calcio italiano nella categoria Allenatore italiano

2012

## Opere
- Non dire gatto, con Bruno Longhi, Milano, Rizzoli, 2015, ISBN 978-88-17-08109-2.